# Teatro del Este de la guerra de Secesión

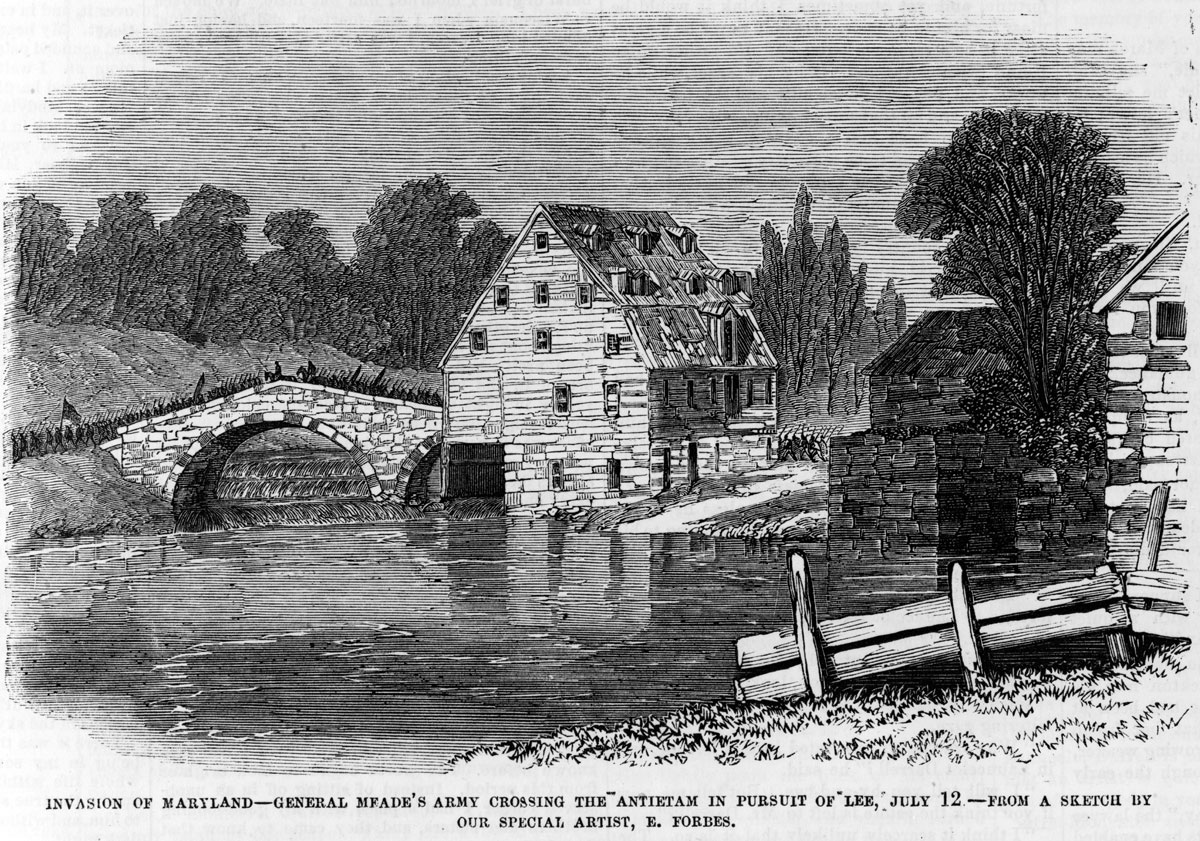
El general Meade cruza el puente de Antietam en persecución de Lee.

El Teatro del Este (Eastern Theater) en la guerra de Secesión de Estados Unidos se refiere a las principales operaciones militares y navales en los estados de Virginia, Virginia Occidental, Maryland y Pensilvania, el Distrito de Columbia, y las fortificaciones costeras y los puertos marítimos de Carolina del Norte. Las operaciones en el interior de las Carolinas en 1865 se consideran parte del Teatro del Oeste, mientras que las otras zonas costeras a lo largo del océano Atlántico están incluidas en el Teatro del Margen Inferior.
El Teatro del Este fue el escenario de varias campañas importantes lanzadas por el Ejército de la Unión del Potomac para capturar la capital confederada de Richmond, Virginia; muchas de ellas fueron frustradas por el Ejército Confederado del Norte de Virginia, comandado por el general Robert E. Lee. El presidente Abraham Lincoln buscó un general que estuviera a la altura de la audacia de Lee, nombrando a su vez a los mayores generales Irvin McDowell, George B. McClellan, John Pope, Ambrose Burnside, Joseph Hooker y George G. Meade para comandar sus principales ejércitos orientales. Aunque Meade obtuvo una victoria decisiva sobre Lee en la batalla de Gettysburg en julio de 1863, no fue hasta que el nuevo general en jefe Ulysses S. Grant llegó del Teatro Occidental en 1864 para tomar el control personal de las operaciones en Virginia que las fuerzas de la Unión pudieron capturar Richmond, pero solo después de varias batallas sangrientas de la Campaña Overland y un asedio de nueve meses cerca de las ciudades de Petersburg y Richmond. La rendición del ejército de Lee en el Palacio de Justicia de Appomattox en abril de 1865 puso fin a importantes operaciones en la zona.
Aunque muchas de las campañas y batallas se libraron en la región de Virginia, entre Washington D. C., y Richmond, se llevaron a cabo otras campañas importantes en las cercanías. La Campaña de Virginia Occidental de 1861 aseguró el control de la Unión sobre los condados occidentales de Virginia, que se formarían en el nuevo estado de Virginia Occidental. Las áreas costeras confederadas y los puertos fueron confiscados en el sureste de Virginia y Carolina del Norte. El valle de Shenandoah estuvo marcado por frecuentes enfrentamientos en 1862, 1863 y 1864. Lee lanzó dos invasiones infructuosas del territorio de la Unión con la esperanza de influir en la opinión pública del Norte para poner fin a la guerra. En el otoño de 1862, Lee siguió a su exitosa Campaña del Norte de Virginia con su primera invasión, la Campaña de Maryland, que culminó en su derrota estratégica en la batalla de Antietam. En el verano de 1863, la segunda invasión de Lee, la Campaña de Gettysburg, llegó a Pensilvania, más al norte que cualquier otro ejército confederado importante. Después de un ataque confederado contra Washington D. C., en 1864, las fuerzas de la Unión comandadas por Philip H. Sheridan lanzaron una campaña en el valle de Shenandoah, que le costó a la Confederación el control sobre un importante suministro de alimentos para el ejército de Lee.

## Teatro de operaciones
El Teatro del Este incluyó las campañas que son generalmente más famosas en la historia de la guerra, si no por su significado estratégico, entonces por su proximidad a los grandes centros de población, a los principales periódicos y a las ciudades capitales de los partidos opositores. La imaginación tanto de los norteños como de los sureños fue capturada por las épicas luchas entre el Ejército Confederado de Virginia del Norte, bajo Robert E. Lee, y el Ejército de la Unión del Potomac, bajo una serie de comandantes menos exitosos. La batalla más sangrienta de la guerra (Gettysburg) y el día más sangriento de la guerra (Antietam) se libraron en este teatro. Las capitales de Washington D. C. y Richmond fueron atacadas o asediadas. Se ha argumentado que el Teatro Occidental fue estratégicamente más importante para derrotar a la Confederación, pero es inconcebible que la población civil de ambos lados pudiera haber considerado que la guerra había terminado sin la resolución de la rendición de Lee en el Tribunal de Appomattox en 1865.
El teatro estaba limitado por las Montañas Apalaches al oeste y el Océano Atlántico al este. Con mucho, la mayoría de las batallas ocurrieron en las 100 millas entre las ciudades de Washington y Richmond. Este terreno favoreció a los defensores de la Confederación porque una serie de ríos corrían principalmente de oeste a este, convirtiéndolos en obstáculos más que en avenidas de acceso y líneas de comunicación para los invasores de la Unión. Esto era muy diferente a los primeros años del teatro occidental, y como el Ejército de la Unión tenía que depender únicamente del sistema primitivo de carreteras de la época para su transporte primario, limitó las campañas invernales de ambos bandos. La ventaja de la Unión era el control del mar y de los grandes ríos, lo que permitiría reforzar y abastecer a un ejército que permanecía cerca del océano.

## Principales comandantes del Teatro del Este
|                                         |
| Teniente General Ulysses S. Grant, USA. |

|                                         |
| Mayor General George B. McClellan, USA. |

|                                    |
| Mayor General Irvin McDowell, USA. |

|                               |
| Mayor General John Pope, USA. |

|                                      |
| Mayor General Ambrose Burnside, USA. |

|                                   |
| Mayor General Joseph Hooker, USA. |

|                                     |
| Mayor General George G. Meade, USA. |

|                             |
| General Robert E. Lee, CSA. |

|                                 |
| General P.G.T. Beauregard, CSA. |

|                                  |
| General Joseph E. Johnston, CSA. |

|                                         |
| Teniente General James Longstreet, CSA. |

|                                          |
| Teniente General Stonewall Jackson, CSA. |

|                                |
| Mayor General A. P. Hill, CSA. |

|                                    |
| Mayor General Jubal A. Early, CSA. |

## Primeras hostilidades

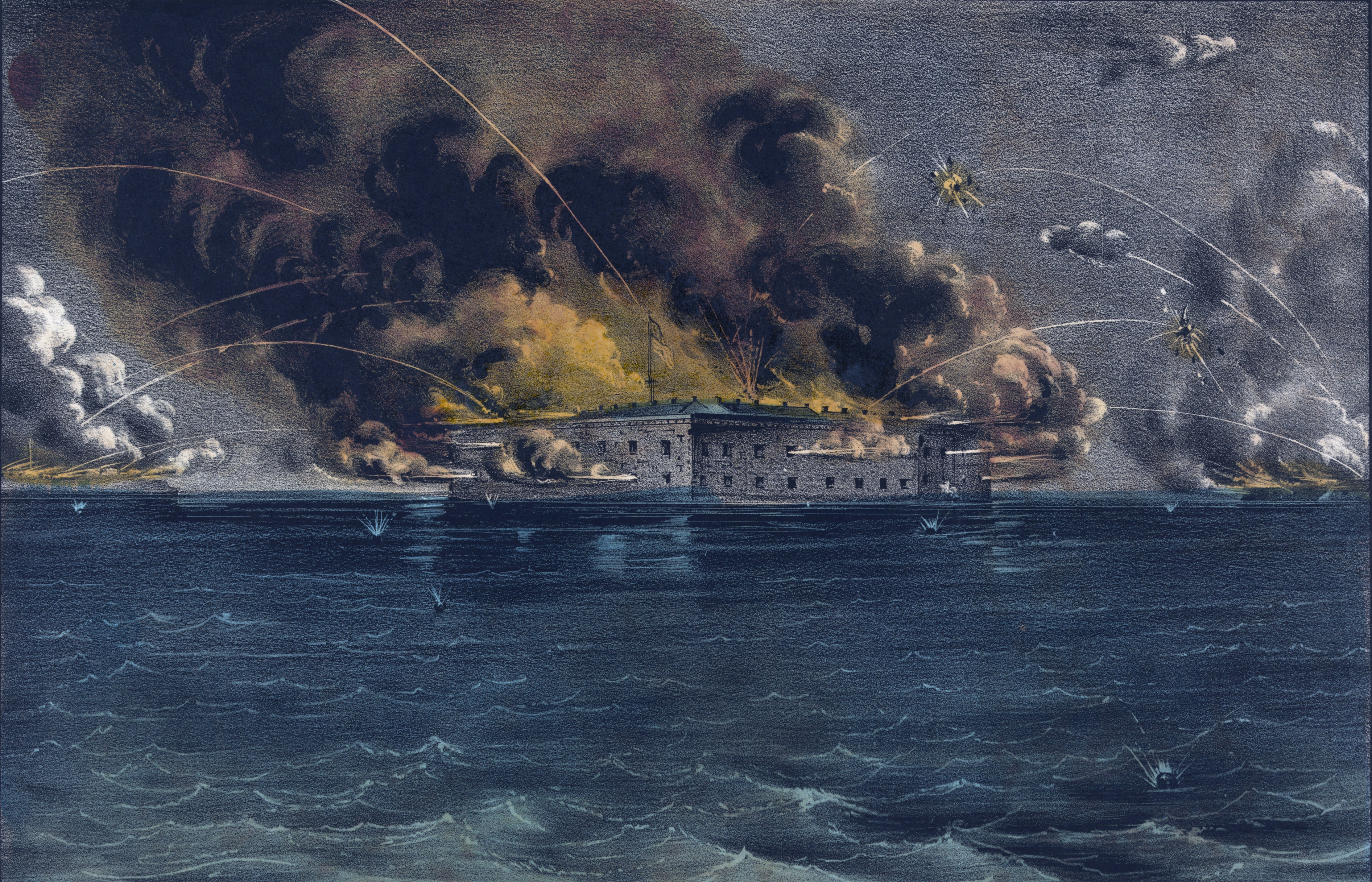
El ataque a Fort Sumter por los confederados marcó el inicio de las hostilidades en la guerra civil.

Después de la caída de Fort Sumter en abril de 1861, ambos bandos lucharon para crear ejércitos. El presidente Abraham Lincoln hizo un llamado a 75.000 voluntarios para reprimir la rebelión, que inmediatamente causó la secesión de otros cuatro estados, incluyendo Virginia. El Ejército de los Estados Unidos solo contaba con unos 16.000 hombres, más de la mitad de los cuales se encontraban dispersos en el oeste. El ejército fue comandado por el anciano teniente General Winfield Scott, veterano de la Guerra de 1812 y de la guerra mexicano-estadounidense. Del lado confederado, solo un puñado de oficiales y soldados federales dimitieron y se unieron a la Confederación; la formación del Ejército de los Estados Confederados fue un asunto inicialmente emprendido por los estados individuales. (El carácter descentralizado de las defensas confederadas, alentado por la desconfianza de los Estados en un gobierno central fuerte, fue una de las desventajas que sufrió el Sur durante la guerra).
Algunas de las primeras hostilidades ocurrieron en el oeste de Virginia (ahora el estado de Virginia Occidental). La región tenía vínculos más estrechos con Pensilvania y Ohio que con el este de Virginia y, por lo tanto, se oponían a la secesión; pronto se organizó un gobierno pro-Unión que apeló a Lincoln para obtener protección militar. El general de división George B. McClellan, al mando del Departamento de Ohio, ordenó a las tropas que marcharan desde Grafton y atacaran a los confederados bajo el mando del coronel George A. Porterfield. La escaramuza del 3 de junio de 1861, conocida como la batalla de Philippi, o de "Philippi Races", fue la primera batalla terrestre de la Guerra Civil. Su victoria en la batalla de Rich Mountain en julio fue decisiva para su ascenso al mando del Ejército del Potomac. Mientras la campaña continuaba a través de una serie de batallas menores, el general Robert E. Lee, quien, a pesar de su excelente reputación como excoronel del Ejército de los EE. UU., no tenía experiencia en el mando de combate, dio una actuación mediocre que le valió el apodo despectivo de "Granny Lee". Pronto fue trasladado a las Carolinas para construir fortificaciones. La victoria de la Unión en esta campaña permitió la creación del estado de Virginia Occidental en 1863.
La primera batalla importante de la guerra tuvo lugar en el este de Virginia el 10 de junio. El general de división Benjamin Butler, con base en Fort Monroe, envió columnas convergentes desde Hampton y Newport News contra puestos avanzados de la Confederación. En Big Bethel, cerca de Fort Monroe, el coronel John B. Magruder ganó la primera victoria de la Confederación.

### Primera batalla de Bull Run (primera de Manassas)

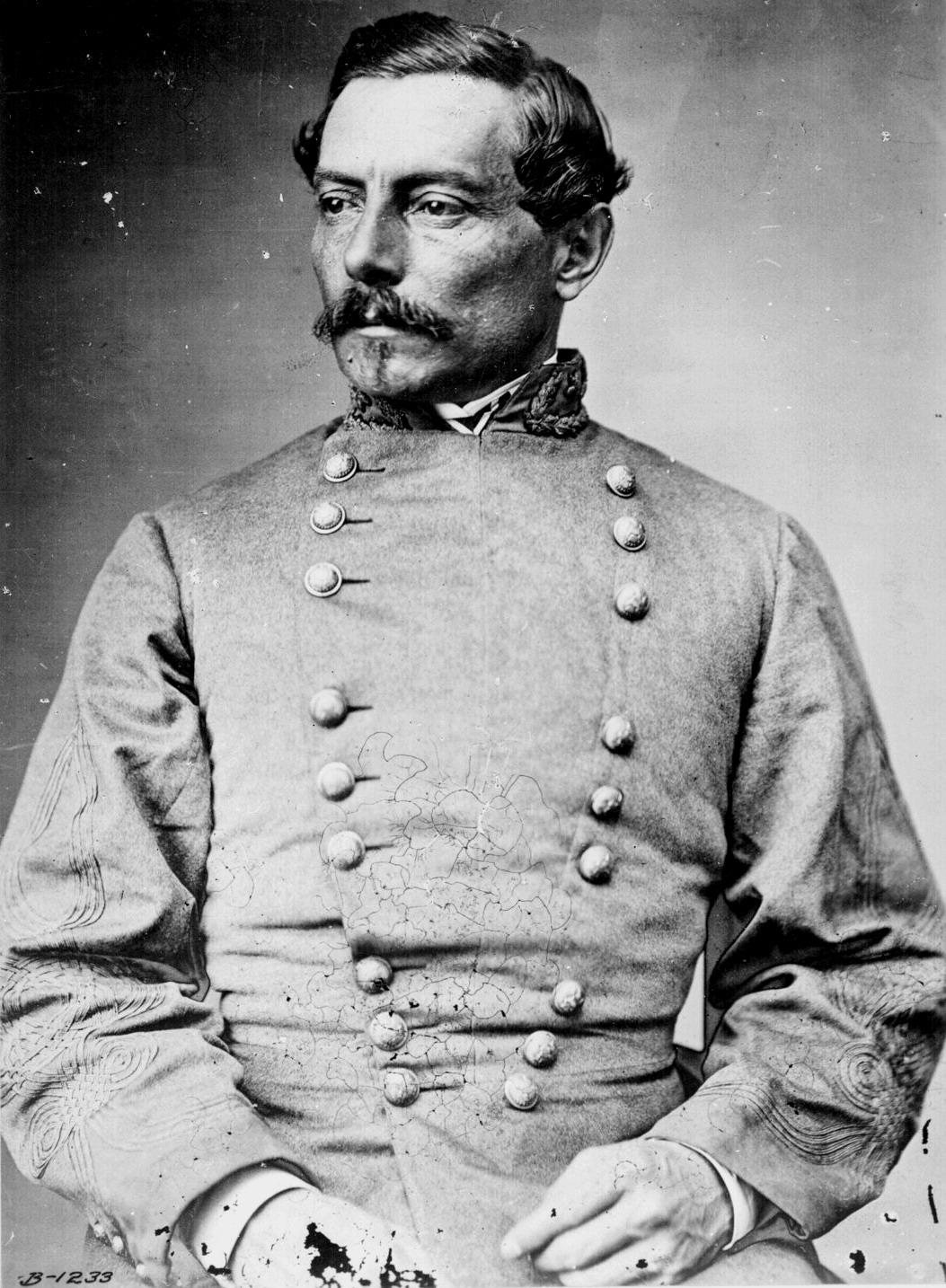
General Beauregard, CSA.

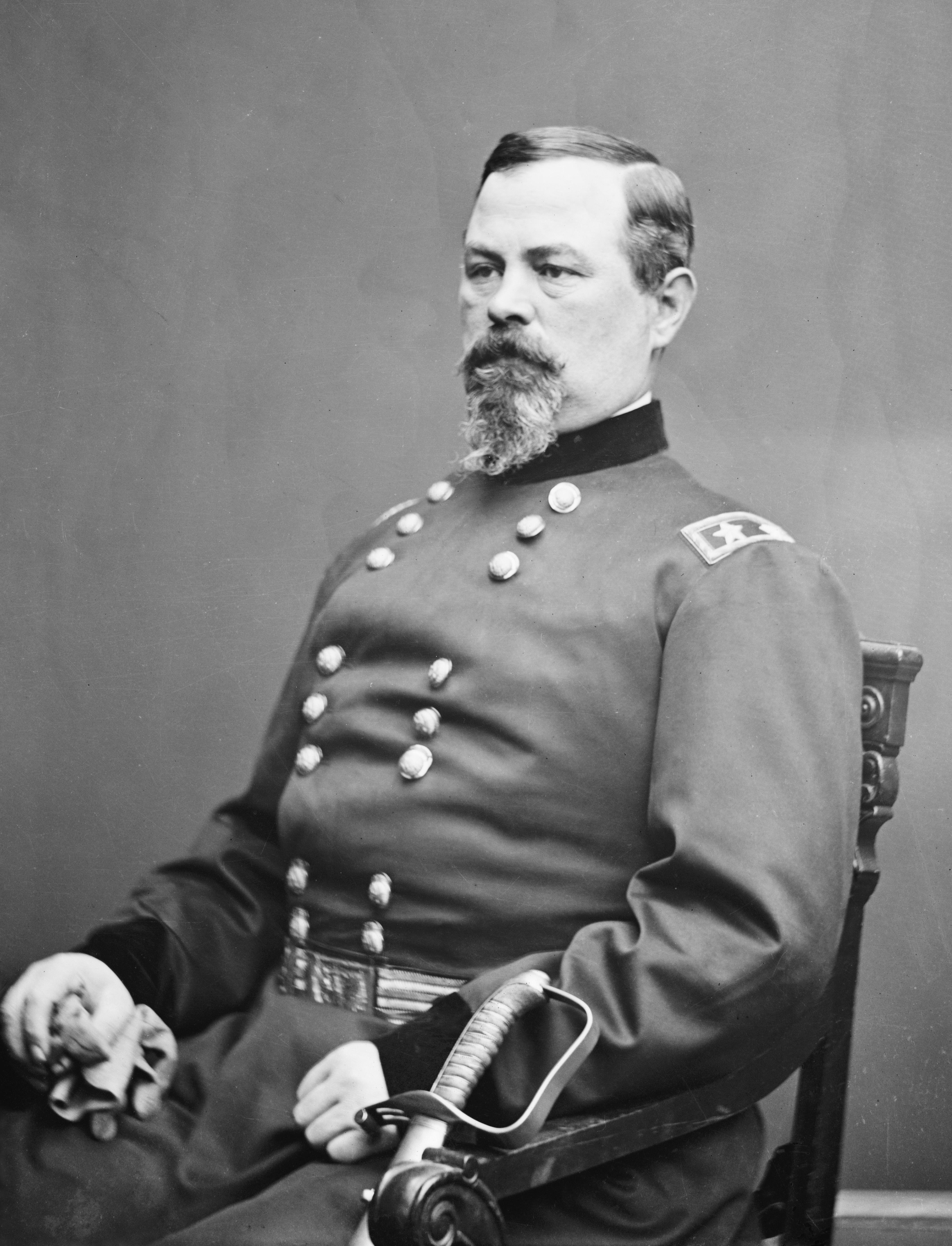
general McDowell, USA.

A principios del verano, el comandante de las fuerzas de campo de la Unión en Washington era el general de brigada Irvin McDowell, un oficial de combate sin experiencia al mando de soldados voluntarios con aún menos experiencia. Muchos de ellos se habían alistado solo por 90 días, un período que pronto expiraría. McDowell fue presionado por los políticos y los principales periódicos del Norte para que tomara medidas inmediatas, exhortándole "¡A Richmond!" Su plan era marchar con 35.000 hombres y atacar a los 20.000 confederados bajo el mando del general de brigada P.G.T. Beauregard en Manassas. La segunda mayor fuerza confederada en el área, 12.000 hombres bajo el mando del general Joseph E. Johnston en el valle de Shenandoah, iba a ser contenida por el general Robert Patterson con 18.000 hombres amenazando a Harpers Ferry, impidiendo que los dos ejércitos confederados se combinaran contra McDowell.
El 21 de julio, el ejército de McDowell del noreste de Virginia ejecutó un complejo movimiento de viraje contra el Ejército Confederado del Potomac de Beauregard, comenzando la primera batalla de Bull Run (también conocida como primera de Manassas). Aunque las tropas de la Unión disfrutaron de una ventaja temprana e hicieron retroceder al flanco izquierdo confederado, la ventaja de la batalla cambió esa tarde. El general de brigada Thomas J. Jackson inspiró a su brigada de Virginia a resistir un fuerte ataque de la Unión, y recibió su famoso apodo, "Stonewall" Jackson. Los refuerzos oportunos llegaron por ferrocarril desde el ejército de Johnston; Patterson había sido ineficaz para mantenerlos ocupados. Los inexpertos soldados de la Unión comenzaron a retroceder y se convirtieron en una retirada de pánico, con muchos corriendo casi hasta Washington D. C. Los observadores civiles y políticos, algunos de los cuales habían tratado la batalla como entretenimiento festivo, quedaron atrapados en el pánico. El ejército regresó a salvo a Washington; el ejército de Beauregard estaba demasiado cansado además de inexperto para lanzar una persecución. La derrota de la Unión en Bull Run conmocionó al Norte, y un desconocido sentido de amarga determinación barrió a Estados Unidos cuando militares y civiles por igual se dieron cuenta de que necesitarían invertir una cantidad significativa de dinero y soldados para ganar una guerra sangrienta y prolongada.
George B. McClellan fue convocado al este en agosto para comandar el recién formado Ejército del Potomac, que se convertiría en el principal ejército del Teatro del Este. Como exejecutivo de ferrocarriles, poseía excelentes habilidades organizativas que se adaptaban bien a las tareas de formación y administración. También era muy ambicioso, y para el 1 de noviembre se había desembarazado de Winfield Scott siendo nombrado general en jefe de todos los ejércitos de la Unión, a pesar de la vergonzosa derrota de una expedición que envió al río Potomac en la batalla de Balls Bluff en octubre.

## Costa de Carolina del Norte (1861-65)
Carolina del Norte era un área importante para la Confederación debido al vital puerto marítimo de Wilmington y porque las barreras de islas (bancos externos) eran bases valiosas para los barcos que intentaban evadir el bloqueo de la Unión. Benjamin Butler navegó desde Fort Monroe y capturó las baterías en la ensenada de Hatteras en agosto de 1861. En febrero de 1862, el general de brigada Ambrose Burnside organizó una expedición anfibia, también desde Fort Monroe, que capturó Roanoke Island, una victoria estratégica poco conocida pero importante de la Unión. La expedición Goldsboro a finales de 1862 marchó brevemente hacia el interior desde la costa para destruir vías férreas y puentes.
El resto de las operaciones en la costa de Carolina del Norte comenzaron a finales de 1864, con el intento fallido de Benjamin Butler y David D. Porter de capturar Fort Fisher, que vigilaba el puerto marítimo de Wilmington. Las fuerzas de la Unión en la segunda batalla de Fort Fisher, dirigida por Alfred H. Terry, Adelbert Ames y Porter, en enero de 1865, lograron derrotar al general Braxton Bragg, y Wilmington cayó en febrero. Durante este período, los ejércitos de los teatros occidentales del general de división William T. Sherman marchaban por el interior de las Carolinas, donde finalmente obligaron a rendirse al mayor ejército de campo confederado que quedaba, bajo el mando de Joseph E. Johnston, el 26 de abril de 1865.

## El Valle

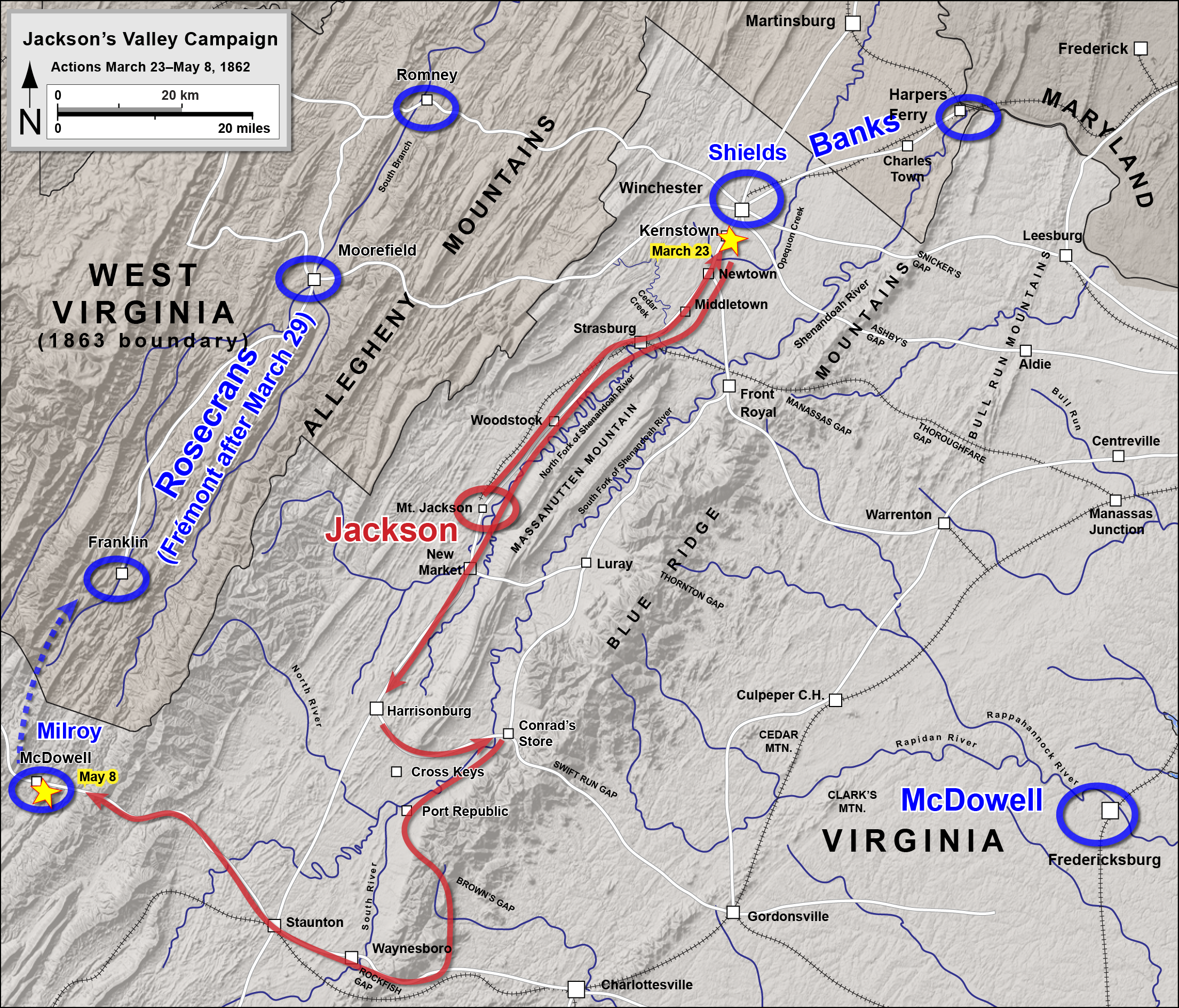
Campaña del Valle: Kernstown a McDowell.

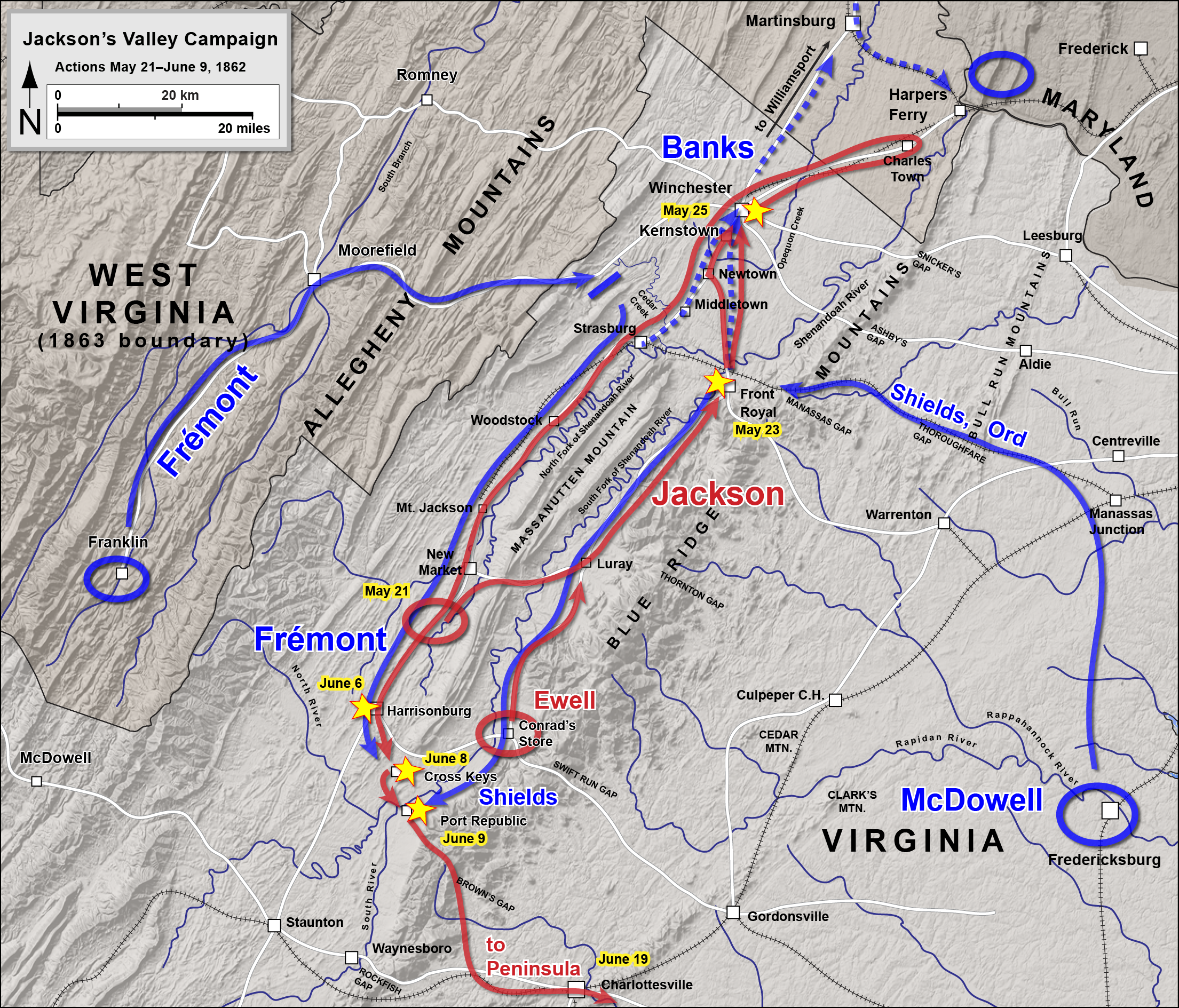
Campaña del Valle: Front Royal a Port Republic.

En la primavera de 1862, el entusiasmo confederado sobre Bull Run disminuyó rápidamente tras los primeros éxitos de los ejércitos de la Unión en el Teatro Occidental, como Fort Donelson y Shiloh. El enorme Ejército del Potomac de George B. McClellan se acercaba a Richmond desde el sureste en la Campaña de la Península, el gran cuerpo del general Irvin McDowell estaba a punto de atacar Richmond desde el norte, y el ejército del general Nathaniel P. Banks amenazaba la rica zona agrícola del valle de Shenandoah. Para alivio, las autoridades confederadas recurrieron al general de división Thomas J. "Stonewall" Jackson, quien se ganó su apodo en First Bull Run. Su comando, oficialmente llamado Distrito del Valle del Departamento de Virginia del Norte, incluía la Brigada Stonewall, una variedad de unidades de la milicia del Valle y el Ejército del Noroeste. Mientras Banks permanecía al norte del río Potomac, el comandante de caballería de Jackson, el coronel Turner Ashby de la 7.ª Caballería de Virginia, asaltó el Chesapeake y el canal de Ohio y el ferrocarril de Baltimore y Ohio.
Banks reaccionó cruzando el Potomac a finales de febrero y moviéndose hacia el sur para proteger el canal y el ferrocarril de Ashby. El comando de Jackson estaba operando como el ala izquierda del ejército del general Joseph E. Johnston, y cuando Johnston se mudó de Manassas a Culpeper en marzo, la posición de Jackson en Winchester quedó aislada. El 12 de marzo, Banks continuó su avance hacia el suroeste ("valle arriba") y ocupó Winchester. Jackson se había retirado a Strasburg. Las órdenes de Banks, como parte de la estrategia general de McClellan, eran ir más al sur y sacar a Jackson del valle. Después de lograr esto, se retiraría a una posición más cercana a Washington. Una fuerte fuerza de avance comenzó el movimiento hacia el sur desde Winchester el 17 de marzo, más o menos al mismo tiempo que McClellan comenzó su movimiento anfibio hacia la Península de Virginia.
Las órdenes de Jackson por parte de Johnston eran evitar el combate general porque estaba seriamente superado en número, pero al mismo tiempo debía mantener a Banks lo suficientemente ocupado como para evitar el destacamento de tropas para reforzar a McClellan en la península. Al recibir inteligencia incorrecta, Banks concluyó que Jackson había abandonado el valle, y procedió a trasladarse hacia el este, de vuelta a las cercanías de Washington. Jackson estaba consternado por este movimiento porque Banks estaba haciendo exactamente lo que a Jackson se le había ordenado que evitara. Cuando Ashby informó que sólo unos pocos regimientos de infantería y algo de artillería del cuerpo de Banks permanecían en Winchester, Jackson decidió atacar al destacamento de la Unión en un intento de obligar al resto del cuerpo de Banks a regresar. Pero la información de Ashby era incorrecta; en realidad, toda una división de la Unión seguía estacionada en la ciudad. En la primera batalla de Kernstown (23 de marzo de 1862), peleada a pocas millas al sur de Winchester, los federales detuvieron el avance de Jackson y luego contraatacaron, girando su flanco izquierdo y forzándolo a retirarse. Aunque fue una derrota táctica para Jackson, su única derrota durante la campaña, fue una victoria estratégica para la Confederación, que obligó al presidente Lincoln a mantener a las fuerzas de Banks en el valle y al cuerpo de 30.000 hombres de McDowell cerca de Fredericksburg, restando unos 50.000 soldados de la fuerza de invasión de la península a McClellan.
La Unión se reorganizó después de Kernstown: El comando de McDowell se convirtió en el Departamento del Rappahannock, el cuerpo de Banks se convirtió en el Departamento del Shenandoah, mientras que el oeste de Virginia (Virginia Occidental moderna) se convirtió en el Departamento de Montaña, comandado por el mayor general John C. Frémont. A los tres comandos, que informaron directamente a Washington, se les ordenó que retiraran la fuerza de Jackson como una amenaza para Washington. Mientras tanto, las autoridades confederadas separaron la división de Richard S. Ewell del ejército de Johnston y la enviaron al valle. Jackson, ahora reforzado a 17.000 hombres, decidió atacar a las fuerzas de la Unión individualmente en lugar de esperar a que se combinen y lo abrumen, concentrándose primero en una columna del Departamento de Montaña comandada por Robert Milroy. Mientras marchaba por una ruta tortuosa para enmascarar sus intenciones, fue atacado por Milroy en la batalla de McDowell el 8 de mayo, pero fue capaz de repeler al ejército de la Unión después de intensos combates. Banks envió una división para reforzar las fuerzas de Irvin McDowell en Fredericksburg, dejando a Banks solo 8.000 soldados, que reubicó en una posición fuerte en Strasburg, Virginia.

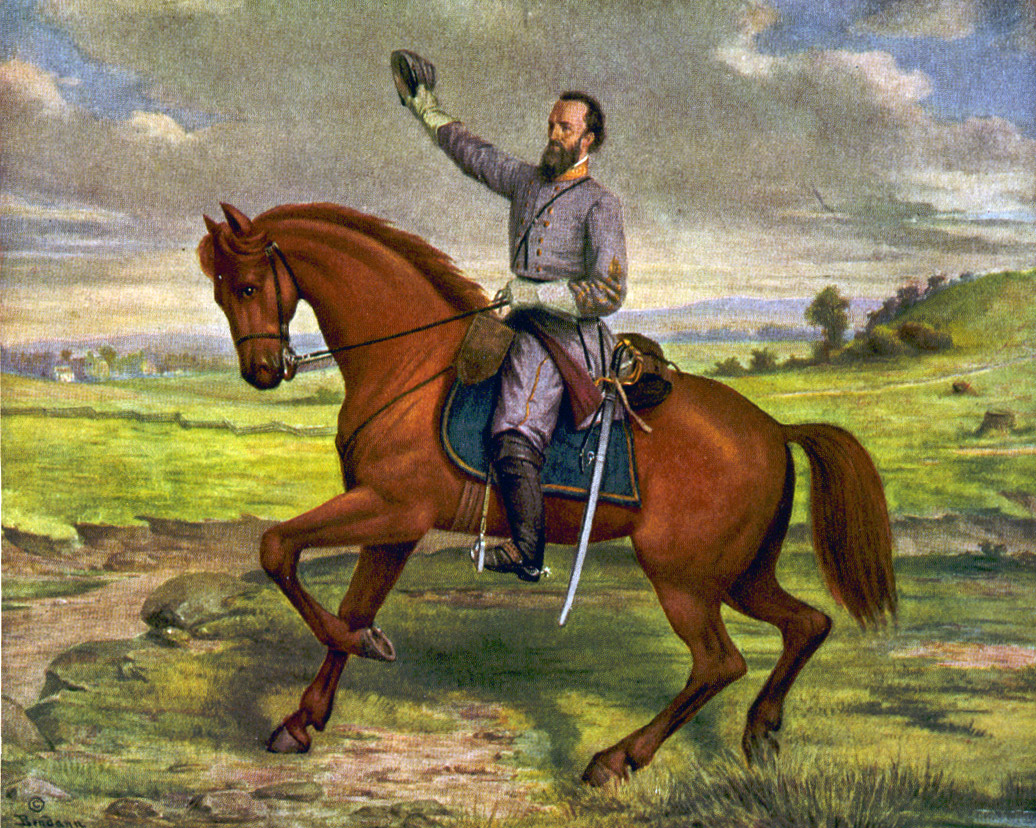
El general Stonewall Jackson (CSA) se transformó en una figura casi legendaria en el Sur producto de sus logros militares en esta campaña.

Después de que las fuerzas de Frémont detuvieron su avance en el valle después de McDowell, Jackson volvió a derrotar a Banks. El 21 de mayo, Jackson marchó hacia el este desde New Market y se dirigió hacia el norte. Su velocidad de marcha forzada fue típica de la campaña y le valió a sus soldados de infantería el apodo de "caballería de pie de Jackson". Envió su caballería directamente al norte para hacer creer a Banks que iba a atacar Strasburg, pero su plan era derrotar al pequeño puesto de avanzada de Front Royal y atacar rápidamente la línea de comunicación de Banks en Harpers Ferry. El 23 de mayo, en la batalla de Front Royal, el ejército de Jackson sorprendió y tomó por sorpresa los piquetes de la guarnición de la Unión de 1.000 hombres, capturando a casi 700 de la guarnición mientras él mismo sufría menos de cuarenta bajas. La victoria de Jackson obligó a Banks a una rápida retirada desde Strasburg hacia Winchester. Aunque Jackson intentó perseguirlo, sus tropas estaban exhaustas y saquearon los trenes de suministros de la Unión, ralentizándolos enormemente. El 25 de mayo, en la primera batalla de Winchester, el ejército de Banks fue atacado por columnas confederadas convergentes y fue derrotado significativamnte, teniendo más de 1.300 bajas y gran parte de sus suministros (incluyendo 9.000 armas pequeñas, medio millón de cartuchos y varias toneladas de suministros); se retiraron hacia el norte a través del río Potomac. Jackson intentó la persecución pero no tuvo éxito, debido al saqueo de la caballería de Ashby y al agotamiento de su infantería; después de unos días de descanso, siguió a las fuerzas de Banks hasta Harpers Ferry, donde escaramuza con la guarnición de la Unión.
En Washington, el presidente Lincoln y el secretario de Guerra Edwin M. Stanton decidieron que la derrota de Jackson era una prioridad inmediata (aunque las órdenes de Jackson eran únicamente para mantener a las fuerzas de la Unión ocupadas lejos de Richmond). Ordenaron a Irvin McDowell que enviara 20.000 hombres a Front Royal y Frémont para que se mudaran a Harrisonburg. Si ambas fuerzas pudieran converger en Strasburg, sería cortada la única ruta de escape de Jackson en el valle . La repercusión inmediata de este movimiento fue abortar el ataque coordinado de McDowell con McClellan a Richmond. A partir del 29 de mayo, mientras dos columnas de las fuerzas de la Unión lo perseguían, Jackson comenzó a empujar a su ejército en una marcha forzada hacia el sur para escapar de los movimientos de pinzas, marchando cuarenta millas en treinta y seis horas. Su ejército tomó posiciones defensivas en Cross Keys y Port Republic, donde pudo derrotar a Frémont y James Shields (del mando de McDowell), respectivamente, el 8 y 9 de junio.
Tras estos enfrentamientos, las fuerzas de la Unión se retiraron del valle. Jackson se unió a Robert E. Lee en la península para las batallas de los Siete Días (donde ofreció una actuación inusualmente letárgica, quizás debido a las tensiones de la Campaña del Valle). Había cumplido su misión, reteniendo más de 50.000 tropas necesarias de McClellan. Con el éxito de su Campaña del Valle, Stonewall Jackson se convirtió en el soldado más famoso de la Confederación (hasta que fue eclipsado por Lee) y levantó la moral del público. En una clásica campaña militar de sorpresa y maniobra, presionó a su ejército para que recorriera 646 millas (1.040 km) en 48 días de marcha y obtuvo cinco importantes victorias con una fuerza de alrededor de 17.000 contra 60.000 enemigos combinados.

## Campaña de la Península
Artículo principal: Campaña de la Península

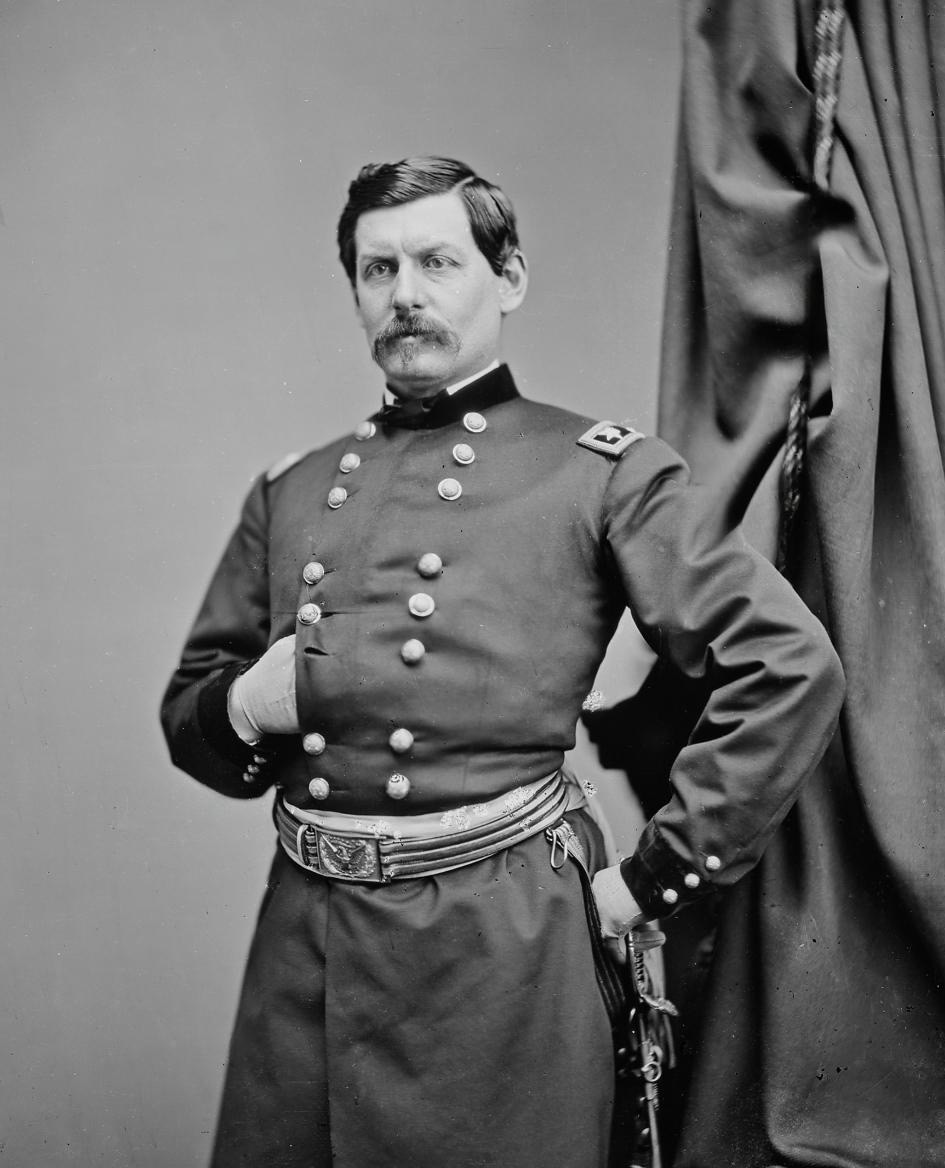
General McClellan, USA.

George B. McClellan pasó el invierno de 1861-62 entrenando a su nuevo Ejército del Potomac y lidiando con las llamadas del Presidente Lincoln para avanzar contra los confederados. Lincoln estaba particularmente preocupado por el ejército del general Joseph E. Johnston en Centreville, a sólo 50 km de Washington. McClellan sobreestimó la fuerza de Johnston y cambió su objetivo de ese ejército a la capital confederada de Richmond. Propuso trasladarse por agua a Urbanna en el río Rappahannock y luego por tierra a Richmond antes de que Johnston pudiera trasladarse para bloquearlo. Aunque Lincoln estaba a favor del enfoque por tierra porque protegería a Washington de cualquier ataque mientras la operación estaba en curso, McClellan argumentó que las condiciones de las carreteras en Virginia eran intolerables, que había dispuesto las defensas adecuadas para la capital, y que Johnston lo seguiría si se movía por Richmond. Este plan se discutió durante tres meses en la capital hasta que Lincoln aprobó la propuesta de McClellan a principios de marzo. Sin embargo, para el 9 de marzo, Johnston retiró su ejército de Centreville a Culpeper, haciendo impracticable el plan Urbanna de McClellan. McClellan propuso entonces navegar a Fort Monroe y luego subir por la Península de Virginia (la estrecha franja de tierra entre los ríos James y York) hasta Richmond. Lincoln estuvo de acuerdo a regañadientes.

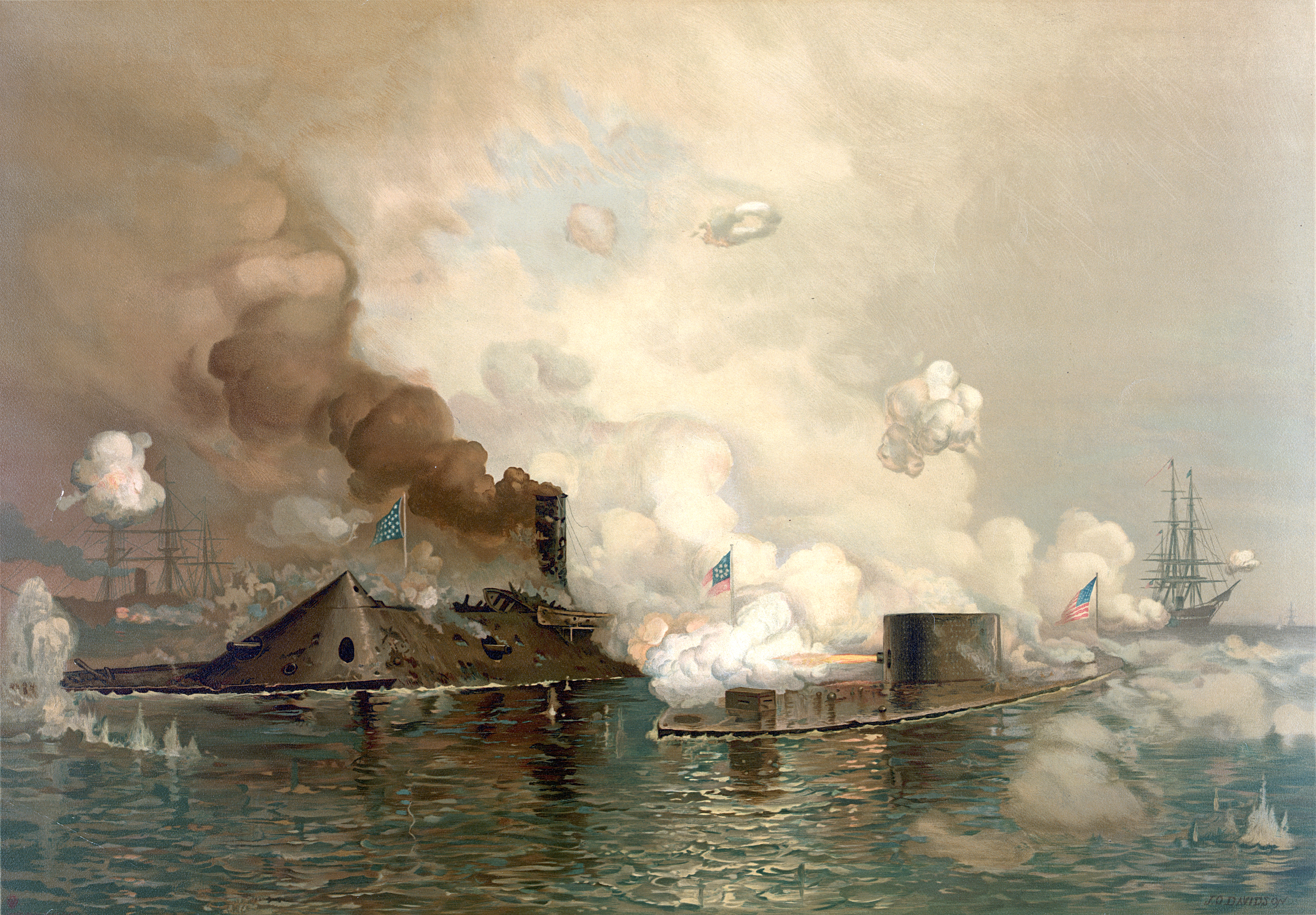
Batalla de Hampton Roads.

Antes de partir hacia la Península, McClellan trasladó al Ejército del Potomac a Centreville en una marcha de "chantaje". Descubrió allí cuán débiles habían sido realmente la fuerza y la posición de Johnston, y se enfrentó a crecientes críticas. El 11 de marzo, Lincoln relevó a McClellan de su cargo de general en jefe de los ejércitos de la Unión para que pudiera dedicar toda su atención a la difícil campaña que tenía por delante. Lincoln mismo, con la ayuda del Secretario de Guerra Stanton y una Junta de Guerra de oficiales, asumió el mando de los ejércitos de la Unión durante los próximos cuatro meses. El Ejército del Potomac comenzó a embarcar hacia Fort Monroe el 17 de marzo. La partida fue acompañada de una nueva sensación de preocupación. El primer combate de barcos acorazados tuvo lugar el 8 y 9 de marzo cuando el CSS Virginia y el USS Monitor lucharon en la inconclusa batalla de Hampton Roads. La preocupación del Ejército era que sus barcos de transporte fueran atacados por esta nueva arma directamente en su camino. Y la Armada de los EE. UU. no le aseguró a McClellan que podían proteger las operaciones en el James o en el York, así que su idea de envolver anfibiamente Yorktown fue abandonada, y ordenó un avance en la península para comenzar el 4 de abril. El 5 de abril, McClellan fue informado de que Lincoln había cancelado el traslado del cuerpo del general de división Irvin McDowell a Fort Monroe, tomando esta acción porque McClellan no había dejado el número de tropas previamente acordado en Washington, y porque la Campaña de Jackson's Valley estaba causando preocupación. McClellan protestó a gritos que se le estaba obligando a dirigir una gran campaña sin los recursos prometidos, pero siguió adelante de todos modos.

### La Península

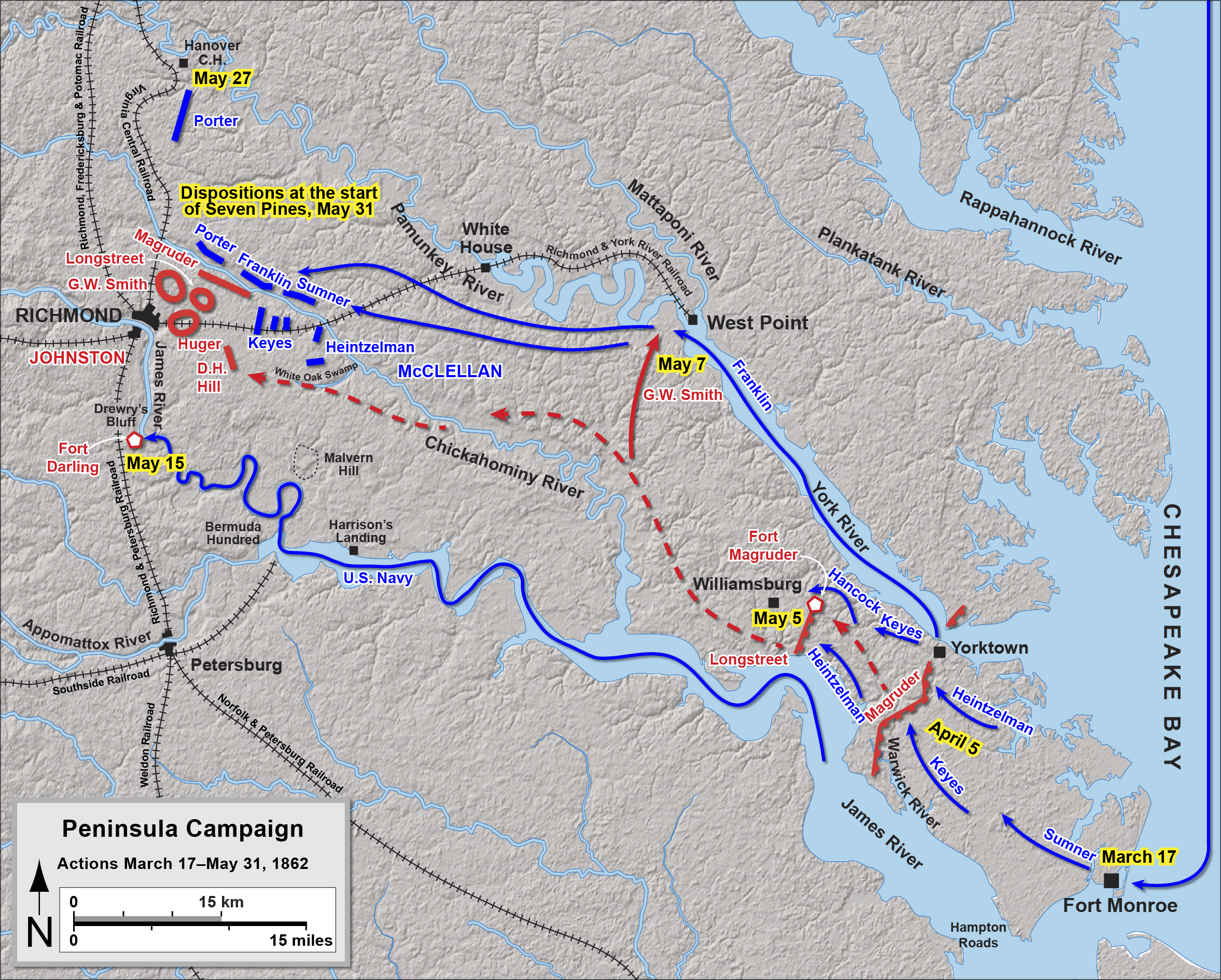
Campaña de la Península. Eventos hasta la Batalla de Seven Pines.

Las fuerzas de la Unión avanzaron a Yorktown, pero se detuvieron cuando McClellan descubrió que las fortificaciones confederadas se extendían por toda la península en lugar de limitarse a Yorktown como él esperaba. Después de un retraso de aproximadamente un mes en la construcción de recursos de asedio, la construcción de trincheras y baterías de asedio, y la realización de un par de escaramuzas menores para probar la línea, el asedio de Yorktown estaba listo para comenzar. Sin embargo, Johnston concluyó que las defensas confederadas eran demasiado débiles para detener un asalto de la Unión y organizó una retirada durante la noche del 3 al 4 de mayo. Durante la campaña, el Ejército de la Unión también tomó Hampton Roads y ocupó Norfolk. Mientras las fuerzas de la Unión perseguían a las fuerzas confederadas que se retiraban hacia la península (noroeste) en dirección a Richmond, la inconclusa batalla de Williamsburg tuvo lugar en el Fuerte Magruder y sus alrededores, una milla (1,5 km) al este de la antigua capital colonial.
A finales de mayo, las fuerzas de la Unión habían avanzado con éxito a varias millas de Richmond, pero el progreso era lento. McClellan había planeado operaciones masivas de asedio y trajo inmensos almacenes de equipos y morteros de asedio, pero el mal tiempo y las carreteras inadecuadas mantuvieron su avance a un punto muerto. Y McClellan era por naturaleza un general cauteloso; estaba nervioso por atacar a una fuerza que creía que le doblaba en tamaño. De hecho, su imaginación y sus operaciones de inteligencia le fallaron; las proporciones eran aproximadamente las opuestas. Durante la lenta retirada de Johnston por la península, sus fuerzas practicaron operaciones engañosas. En particular, la división bajo John B. Magruder, que era un actor amateur antes de la guerra, pudo engañar a McClellan marchando ostentosamente un pequeño número de tropas más allá de la misma posición varias veces, lo que parece ser una fuerza mayor.
A medida que el Ejército de la Unión se acercaba a las defensas exteriores de Richmond, fue dividido por el río Chickahominy, lo que debilitó su capacidad para mover tropas de un lado a otro del frente. McClellan mantuvo la mayor parte de su ejército al norte del río, esperando que McDowell marchara desde el norte de Virginia; solo dos cuerpos de la Unión (IV y III) estaban al sur del río. Presionado por el presidente confederado Jefferson Davis y su asesor militar Robert E. Lee, Johnston decidió atacar a la fuerza más pequeña de la Unión al sur del río, con la esperanza de que la cuenca del Chickahominy inundada, anegada por las fuertes lluvias recientes, impidiera que McClellan se trasladara a la orilla sur. La batalla de Seven Pines, librada entre el 31 de mayo y el 1 de junio de 1862, no siguió el plan de Johnston, debido a mapas defectuosos, ataques confederados descoordinados y refuerzos de la Unión, que pudieron cruzar el río a pesar de las inundaciones. La batalla fue tácticamente inconclusa, pero hubo dos efectos estratégicos. Primero, Johnston fue herido durante la batalla y fue reemplazado por el más agresivo General Robert E. Lee, quien conduciría a este Ejército del Norte de Virginia a muchas victorias en la guerra. En segundo lugar, el general McClellan decidió abandonar sus operaciones ofensivas para asediar y esperar los refuerzos que había solicitado al presidente Lincoln; como consecuencia, nunca recuperó su impulso estratégico.
Lee utilizó la pausa de un mes en el avance de McClellan para fortificar las defensas de Richmond y extendió las obras al sur del río James hasta un punto por debajo de Petersburg; la longitud total de la nueva línea defensiva era de unas 30 millas (50 km). Para ganar tiempo y completar la nueva línea defensiva y prepararse para una ofensiva, Lee repitió la táctica de hacer que un pequeño número de tropas pareciera más numeroso de lo que realmente era. Lee también envió a la brigada de caballería del general de brigada J.E.B. Stuart completamente alrededor del ejército de la Unión (13-15 de junio) para determinar si el flanco derecho de la Unión estaba desconectado. Además, Lee ordenó a Jackson que trajera su fuerza a la península como refuerzo. Mientras tanto, McClellan trasladó la mayoría de sus fuerzas al sur del Chickahominy, dejando solo al norte del río al cuerpo V del General Fitz John Porter.

## Siete días
Artículo principal Batallas de los Siete Días
| - Batallas de los Siete días - 26–27 de junio de 1862. Batallas de Mechanicsville y Gaines's Mill. - 30 de junio de 1862. Batalla de Glendale. - 1 de julio de 1862. Batalla de Malvern Hill. |

Luego Lee pasó a la ofensiva, llevando a cabo una serie de batallas que duraron siete días (del 25 de junio al 1 de julio) y empujó a McClellan de vuelta a una posición segura pero no amenazante en el río James. McClellan fue el primero en atacar el 25 de junio en la batalla de Oak Grove, durante la cual dos divisiones de la Unión intentaron ocupar el terreno en el que McClellan planeaba construir baterías de asedio. McClellan planeaba atacar de nuevo al día siguiente, pero estaba distraído por el ataque de la Confederación en Mechanicsville o Beaver Dam Creek, el 26 de junio. Lee observó que McClellan había colocado a su ejército a horcajadas sobre el río Chickahominy y que podría ser derrotado en detalle. Planeó que la división de A.P. Hill se manifestara en el frente de Porter mientras Jackson marchaba detrás de las posiciones de la Unión y atacaba por la retaguardia. Sin embargo, Jackson llegó tarde a su posición asignada, mientras que Hill comenzó su ataque sin esperar a Jackson y fue repelido con muchas bajas. A pesar de ser una victoria táctica de la Unión, McClellan todavía ordenó a Porter que se retirara hacia el sur hacia el resto del ejército de la Unión, temiendo que Porter estuviera rodeado por fuerzas confederadas muy superiores por la mañana. Porter estableció líneas defensivas cerca de Gaines's Mill, cubriendo los puentes sobre el Chickahominy.
Lee continuó su ofensiva en la batalla de Gaines's Mill, el 27 de junio, lanzando el mayor ataque confederado de la guerra contra la línea de Porter. (Ocurrió casi en el mismo lugar que la batalla de Cold Harbor de 1864 y tuvo un número similar de bajas.) El ataque fue mal coordinado, y las líneas de la Unión se mantuvieron durante la mayor parte del día, pero Lee finalmente se abrió paso y McClellan se retiró de nuevo, dirigiéndose a una base segura en Harrison's Landing en el río James.

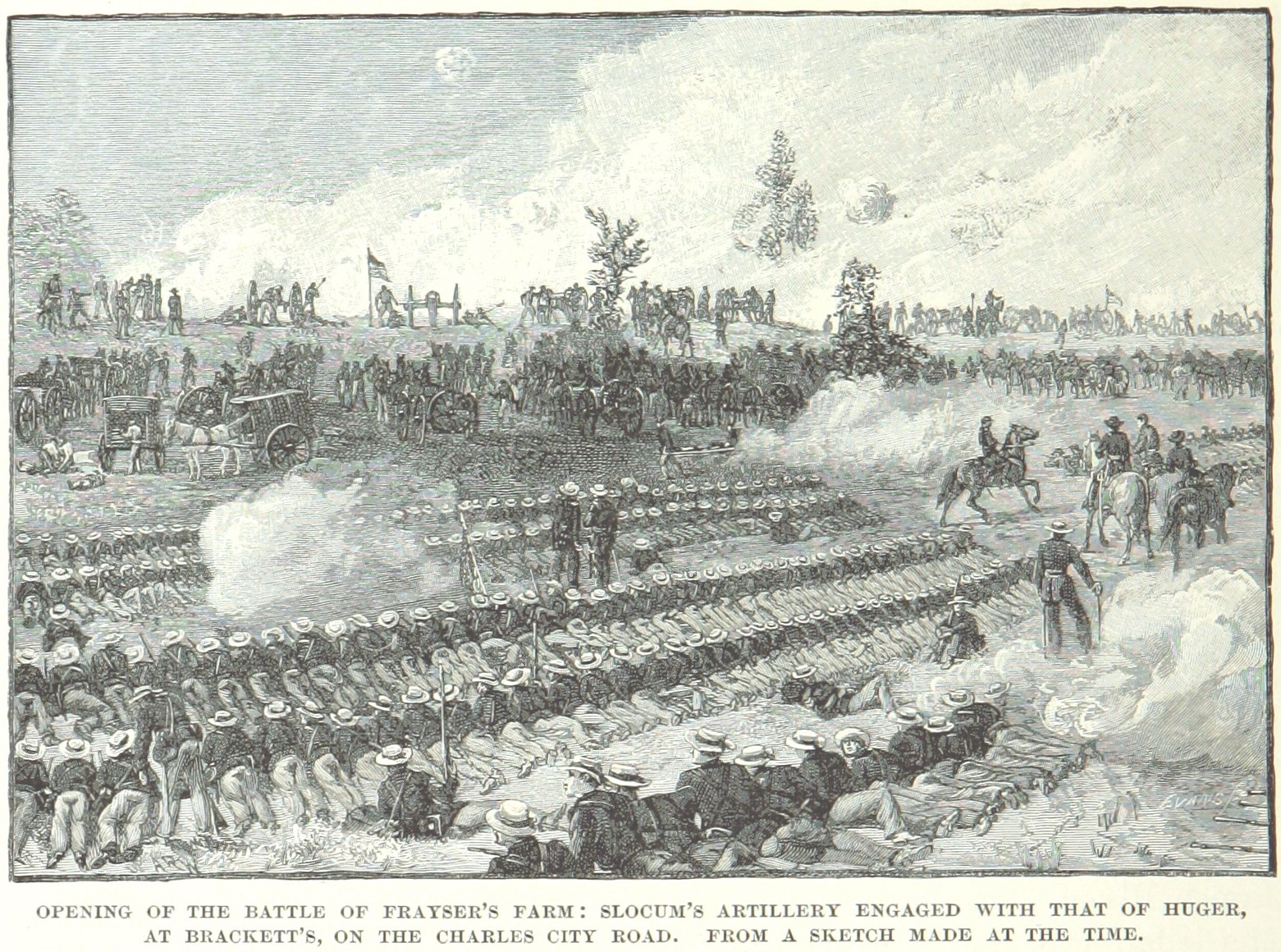
Batalla de Glendale.

En los dos días siguientes hubo batallas menores en la granja de Garnett y Golding y en la estación de Savage, mientras McClellan continuaba su retirada y Lee intentaba cortar la retirada de la Unión. La batalla de Glendale el 30 de junio fue una sangrienta batalla en la que tres divisiones confederadas convergieron en las fuerzas de la Unión en retirada en el pantano de White Oak, cerca de la Granja Frayser, otro nombre para la batalla. Debido a la mediocre actuación de Stonewall Jackson, el ejército de Lee fracasó en su último intento de aislar al ejército de la Unión antes de llegar al James.
La batalla final de los Siete Días, el 1 de julio, consistió en ataques confederados descoordinados contra las defensas de la Unión, respaldados por las colocaciones de artillería y los cañones navales del escuadrón del río Union James, en Malvern Hill. McClellan estaba ausente del campo de batalla, en lugar de permanecer en la cañonera Galena; los comandantes del cuerpo de la Unión cooperaron en la selección de las posiciones para sus tropas, pero ninguno de ellos ejerció el mando general del campo. El ejército de Lee sufrió más de 5.600 bajas en este esfuerzo, en comparación con sólo 3.000 bajas de la Unión. Aunque los comandantes del cuerpo de la Unión sintieron que podían mantener el campo contra nuevos ataques confederados, McClellan ordenó al ejército que se retirara a Harrison's Landing.
Malvern Hill señaló el final de las batallas de los Siete Días y de la Campaña de la Península. El Ejército del Potomac se retiró a la seguridad del río James, protegido por el fuego de los cañoneros de la Unión, y permaneció allí hasta agosto, cuando fueron retirados por orden del Presidente Lincoln en vísperas de la Segunda batalla de Bull Run. Aunque McClellan retuvo el mando del Ejército del Potomac, Lincoln mostró su disgusto al nombrar al mayor general Henry W. Halleck para el cargo anterior de McClellan como general en jefe de todos los ejércitos de la Unión el 11 de julio de 1862.
El costo para ambas partes fue alto. El Ejército de Lee de Virginia del Norte sufrió casi 20.000 bajas de un total de más de 90.000 soldados durante los Siete Días, McClellan casi 16.000 de un total de 105.445. Después de un exitoso comienzo en la Península que predijo un temprano fin de la guerra, la moral del Norte fue aplastada por la retirada de McClellan. A pesar de las fuertes bajas y el torpe desempeño táctico de Lee, la moral confederada se disparó, y Lee se envalentonó para continuar con su agresiva estrategia a través de las campañas del Norte de Virginia y Maryland.

## Virginia del Norte y Maryland (1862)

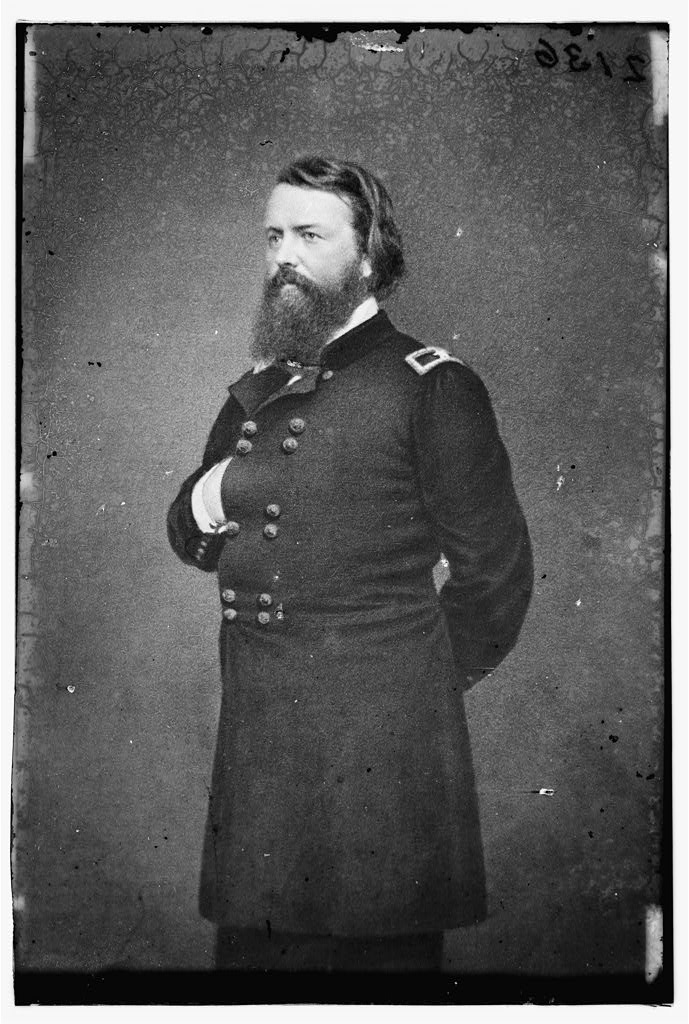
General Pope, USA.

Después de su éxito contra McClellan en la Península, Lee inició dos campañas que pueden considerarse como una operación ofensiva casi continua: derrotar al segundo ejército que amenazaba a Richmond y luego continuar hacia el norte con una invasión de Maryland.

### Ejército de Virginia
El presidente Lincoln reaccionó al fracaso de McClellan nombrando a John Pope para comandar el recién formado Ejército de Virginia. Pope había logrado algún éxito en el Teatro Occidental, y Lincoln buscó un general más agresivo que McClellan.El Ejército de Virginia consistía en más de 50.000 hombres en tres cuerpos. Más tarde se añadieron tres cuerpos del Ejército del Potomac de McClellan para operaciones de combate. Dos brigadas de caballería fueron adscritas directamente a dos de los cuerpos de infantería, lo que presentó una falta de control centralizado que tuvo efectos negativos en la campaña. La misión de Pope era cumplir dos objetivos: proteger Washington y el valle de Shenandoah, y alejar a las fuerzas confederadas de McClellan moviéndose en dirección a Gordonsville. Pope comenzó con esto último enviando caballería para cortar el ferrocarril que conectaba Gordonsville, Charlottesville y Lynchburg. La caballería tuvo un comienzo lento y encontró que Stonewall Jackson había ocupado Gordonsville con más de 14.000 hombres.
Lee percibió que McClellan ya no era una amenaza para él en la península, así que no sintió la necesidad de mantener a todas sus fuerzas en defensa directa de Richmond. Esto le permitió reubicar a Jackson en Gordonsville para bloquear a Pope y proteger el ferrocarril. Lee tenía planes más grandes en mente. Como el Ejército de la Unión estaba dividido entre McClellan y Pope y estaban muy separados, Lee vio una avanzada para destruir a Pope antes de devolverle la atención a McClellan. Creyendo que las tropas de Ambrose Burnside de Carolina del Norte estaban siendo enviadas para reforzar a Pope, y queriendo emprender medidas inmediatas antes de que esas tropas estuvieran en posición, Lee comprometió al Mayor general A.P. Hill a unirse a Jackson con 12,000 hombres, mientras distraía a McClellan para mantenerlo inmovilizado.

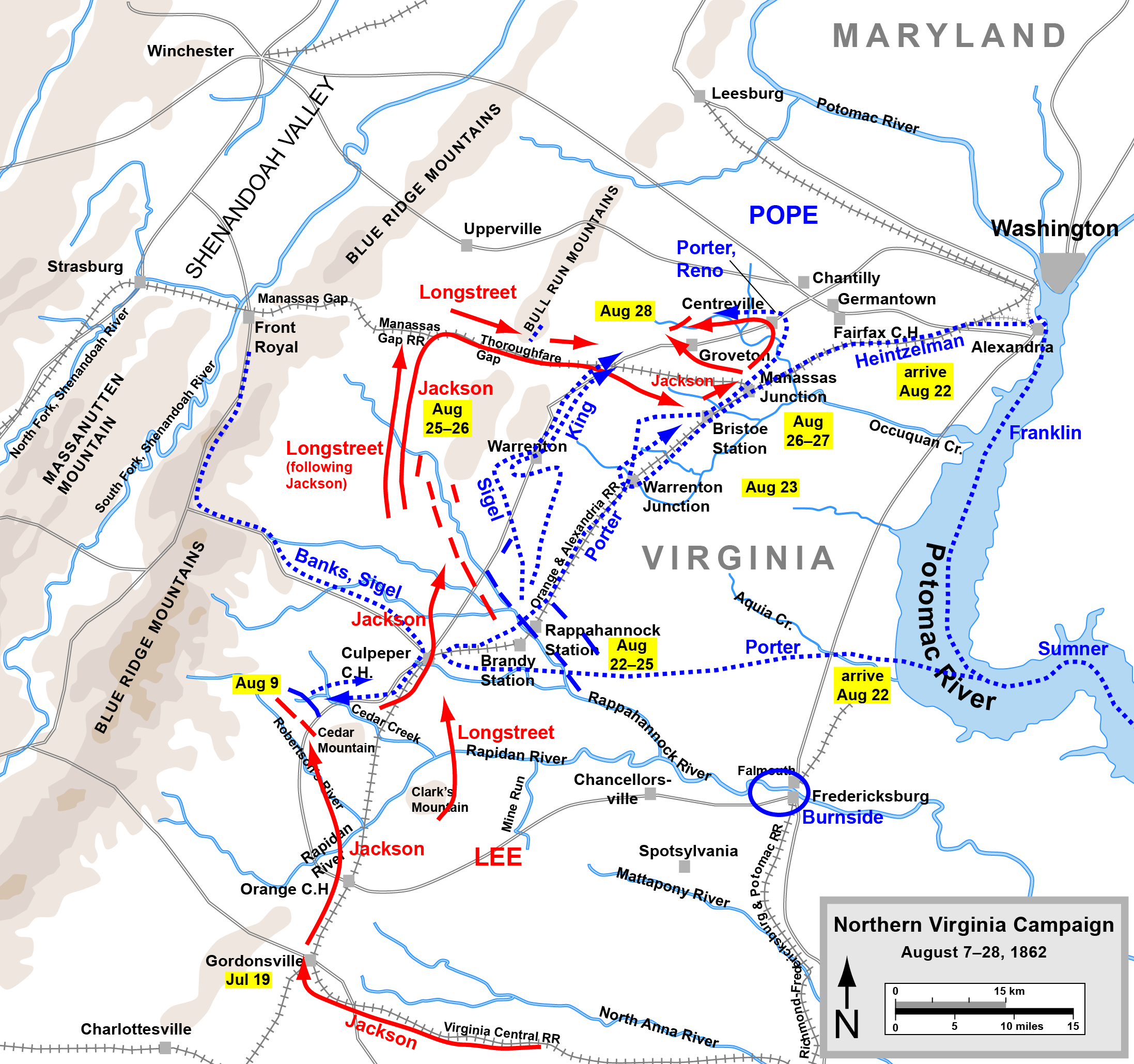
Campaña del Norte de Virginia, 7–28 de agosto de 1862.

El 29 de julio, Pope trasladó a algunas de sus fuerzas a una posición cerca de Cedar Mountain, desde donde pudo lanzar ataques contra Gordonsville. Jackson avanzó a Culpeper el 7 de agosto, con la esperanza de atacar a uno de los cuerpos de Pope antes de que el resto del ejército pudiera concentrarse. El 9 de agosto, el cuerpo de Nathaniel Banks atacó a Jackson en Cedar Mountain, obteniendo una ventaja temprana. Un contraataque confederado liderado por A.P. Hill hizo que Banks volviera a cruzar Cedar Creek. A estas alturas Jackson ya había aprendido que el cuerpo de Pope estaba unido, frustrando su plan de derrotar a cada uno en acciones separadas. Permaneció en la posición hasta el 12 de agosto, cuando se retiró a Gordonsville.
El 13 de agosto, Lee envió al general de división James Longstreet a reforzar a Jackson y al día siguiente envió a todas sus fuerzas restantes excepto a dos brigadas, después de estar seguro de que McClellan se iba de la península. Lee mismo llegó a Gordonsville para tomar el mando el 15 de agosto. Su plan era derrotar a Pope antes de que el ejército de McClellan pudiera llegar para reforzarlo cortando puentes en la retaguardia de Pope y luego atacando su flanco izquierdo y su retaguardia. Pope arruinó los planes de Lee al retirarse a la línea del río Rappahannock; estaba al tanto del plan de Lee porque una incursión de la caballería de la Unión capturó una copia de la orden escrita.
Una serie de escaramuzas entre el 22 y el 25 de agosto mantuvieron la atención del ejército de Pope a lo largo del río. Para el 25 de agosto, tres cuerpos del Ejército del Potomac habían llegado de la península para reforzar a Pope. El nuevo plan de Lee frente a todas estas fuerzas adicionales que lo superaban en número fue enviar a Jackson y Stuart con la mitad del ejército en una marcha de flanqueo para cortar la línea de comunicación de Pope, el Ferrocarril Orange & Alexandria. Pope se vería obligado a retroceder y podría ser derrotado mientras se movía y era vulnerable.
En la noche del 26 de agosto, después de pasar por el flanco derecho de Pope, el ala del ejército de Jackson golpeó el ferrocarril en la estación de Bristoe y antes del amanecer el 27 de agosto marchó para capturar y destruir el enorme depósito de suministros de la Unión en el cruce de Manassas. Este movimiento sorpresa obligó a Pope a abandonar su línea defensiva a lo largo del Rappahannock y moverse hacia el cruce de Manassas con la esperanza de aplastar el ala de Jackson antes de que el resto del ejército de Lee pudiera reunirse con él. Durante la noche del 27 al 28 de agosto, Jackson marchó sus divisiones hacia el norte hasta el campo de batalla de Bull Run (Manassas), donde tomó posición detrás de una pendiente ferroviaria inacabada. El ala del ejército de Longstreet marchó a través de la Thoroughfare Gap para unirse a Jackson, uniendo las dos alas del ejército de Lee.

### Segunda Batalla de Bull Run

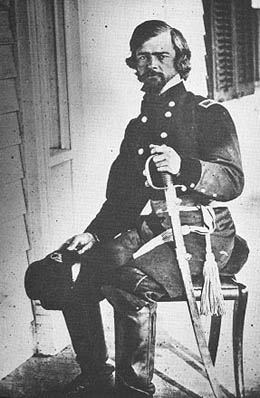
General Stevens, USA.

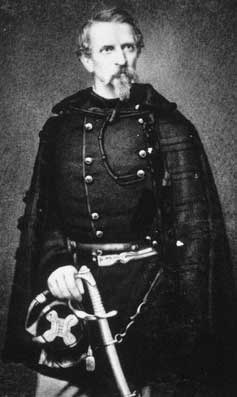
General Kearny, USA.

Para atraer al ejército de Pope a la batalla, Jackson ordenó un ataque a una columna federal que pasaba por su frente el 28 de agosto, comenzando la Segunda Batalla de Bull Run, la batalla decisiva de la Campaña del Norte de Virginia. Los combates duraron varias horas y provocaron un estancamiento. Pope se convenció de que había atrapado a Jackson y concentró la mayor parte de su ejército en su contra. El 29 de agosto, Pope lanzó una serie de ataques contra la posición de Jackson a lo largo de la pendiente inconclusa del ferrocarril. Los ataques fueron rechazados con un gran número de bajas en ambos bandos. Al mediodía, Longstreet llegó al campo y tomó posición en el flanco derecho de Jackson. El 30 de agosto, Pope renovó sus ataques, aparentemente sin saber que Longstreet estaba en el campo. Cuando la artillería confederada masiva devastó un ataque de la Unión, el ala de Longstreet de 28.000 hombres contraatacó en el mayor ataque masivo simultáneo de la guerra. El flanco izquierdo de la Unión fue aplastado y el ejército regresó a Bull Run. Solo una acción eficaz de la retaguardia de la Unión impidió que se repitiera el desastre de la primera batalla. Sin embargo, el retiro de Pope a Centreville fue precipitado. Al día siguiente, Lee ordenó a su ejército que lo persiguiera.
Haciendo una amplia marcha de flanqueo, Jackson esperaba cortar la retirada de la Unión. El 1 de septiembre, Jackson envió sus divisiones contra dos divisiones de la Unión en la batalla de Chantilly. Los ataques de los confederados fueron frenados por feroces combates durante una fuerte tormenta; ambos comandantes de la división de la Unión, Isaac Stevens y Philip Kearny, murieron durante los combates. Reconociendo que su ejército seguía en peligro, Pope ordenó que el retiro continuara hasta Washington.

### Invasión de Maryland

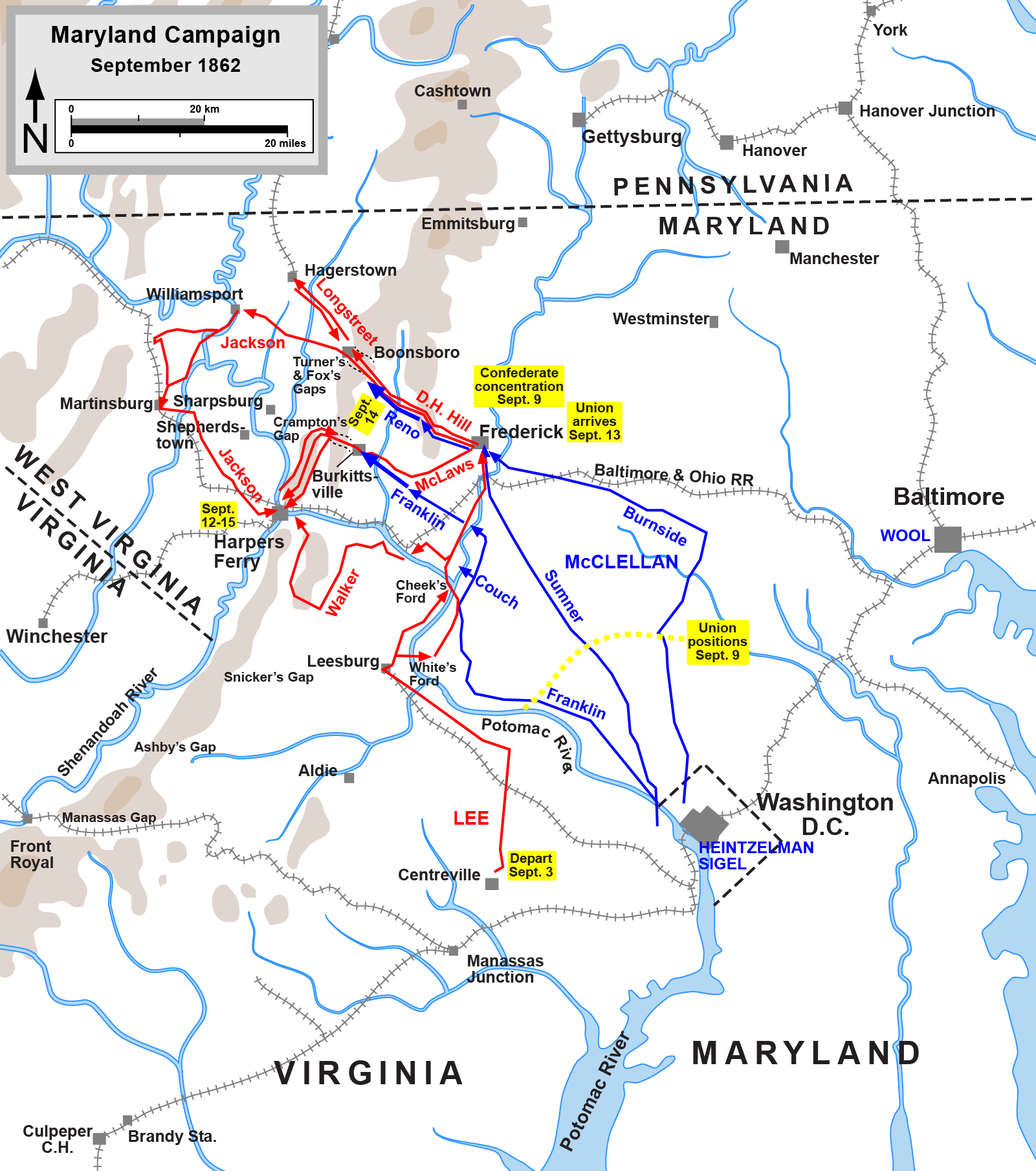
Campaña de Maryland. Acciones entre el 3 y el 15 de septiembre de 1862.

Lee decidió que su ejército, a pesar de sufrir grandes pérdidas durante la primavera y el verano, estaba listo para un gran desafío: una invasión del Norte. Su objetivo era penetrar los principales estados del norte de Maryland y Pensilvania y cortar la línea ferroviaria de Baltimore y Ohio que suministraba a Washington. También necesitaba abastecer a su ejército y sabía que las granjas del Norte no habían sido tocadas por la guerra, a diferencia de las de Virginia. Deseaba además bajar la moral del Norte, creyendo que un ejército invasor que causara estragos dentro del Norte podría forzar a Lincoln a negociar el fin de la guerra, particularmente si fuera capaz de incitar a un levantamiento en el estado de Maryland, que tiene esclavos.
El Ejército de Virginia del Norte cruzó el río Potomac y llegó a Frederick, Maryland, el 6 de septiembre. Se pensó que las metas específicas de Lee eran un avance hacia Harrisburg, Pensilvania, cortando los enlaces ferroviarios este-oeste hacia el noreste, seguido de operaciones contra una de las principales ciudades del este, como Filadelfia. Las noticias de la invasión causaron pánico en el norte, y Lincoln se vio obligado a tomar medidas rápidas. George B. McClellan había estado en el limbo militar desde que regresó de la península, pero Lincoln lo restauró al mando de todas las fuerzas alrededor de Washington y le ordenó que se ocupara de Lee[41].
Lee dividió su ejército. Longstreet fue enviado a Hagerstown, mientras que a Jackson se le ordenó incautar el arsenal de la Unión en Harpers Ferry, que comandaba las líneas de suministro de Lee a través del valle de Shenandoah; también era un objetivo tentador, prácticamente indefendible. McClellan pidió permiso a Washington para evacuar Harpers Ferry y unir su guarnición a su ejército, pero su petición fue rechazada. En la batalla de Harpers Ferry, Jackson colocó artillería en las alturas que dominan la ciudad, forzando la rendición de la guarnición de más de 12.000 hombres el 15 de septiembre. Jackson llevó a la mayoría de sus soldados a unirse al resto del ejército de Lee, dejando la división de A.P. Hill para completar la ocupación de la ciudad.
McClellan salió de Washington con su ejército de 87.000 hombres en una persecución lenta, llegando a Frederick el 13 de septiembre. Allí, dos soldados de la Unión descubrieron una copia extraviada de los planes detallados de la campaña del brazo del secretario general de Lee, Orden Número 191, envuelta alrededor de tres puros. La orden indicaba que Lee había dividido su ejército y dispersado unidades geográficamente, lo que hacía que cada uno de ellos estuviera sujeto al aislamiento y a la derrota por separado. McClellan esperó 18 horas antes de decidir aprovechar esta inteligencia, un retraso que casi desperdició la oportunidad. Esa noche, el Ejército del Potomac se dirigió hacia South Mountain, donde elementos del Ejército de Virginia del Norte esperaban en defensa de los pasos de montaña. En la batalla de South Mountain el 14 de septiembre, los defensores confederados fueron expulsados por las fuerzas numéricamente superiores de la Unión, y McClellan se encontró en posición de destruir el ejército de Lee antes de que pudiera concentrarse.
Lee, al ver la inusitada agresión de McClellan y al enterarse a través de un simpatizante confederado de que su orden había sido comprometida, se movió frenéticamente para concentrar su ejército. Decidió no abandonar su invasión y regresar a Virginia todavía, porque Jackson no había completado la captura de Harpers Ferry. También temía el efecto en la moral de la Confederación si abandonaba su campaña con la captura de Harpers Ferry para demostrarlo. En vez de eso, decidió hacer una posición en Sharpsburg, Maryland.

### Antietam

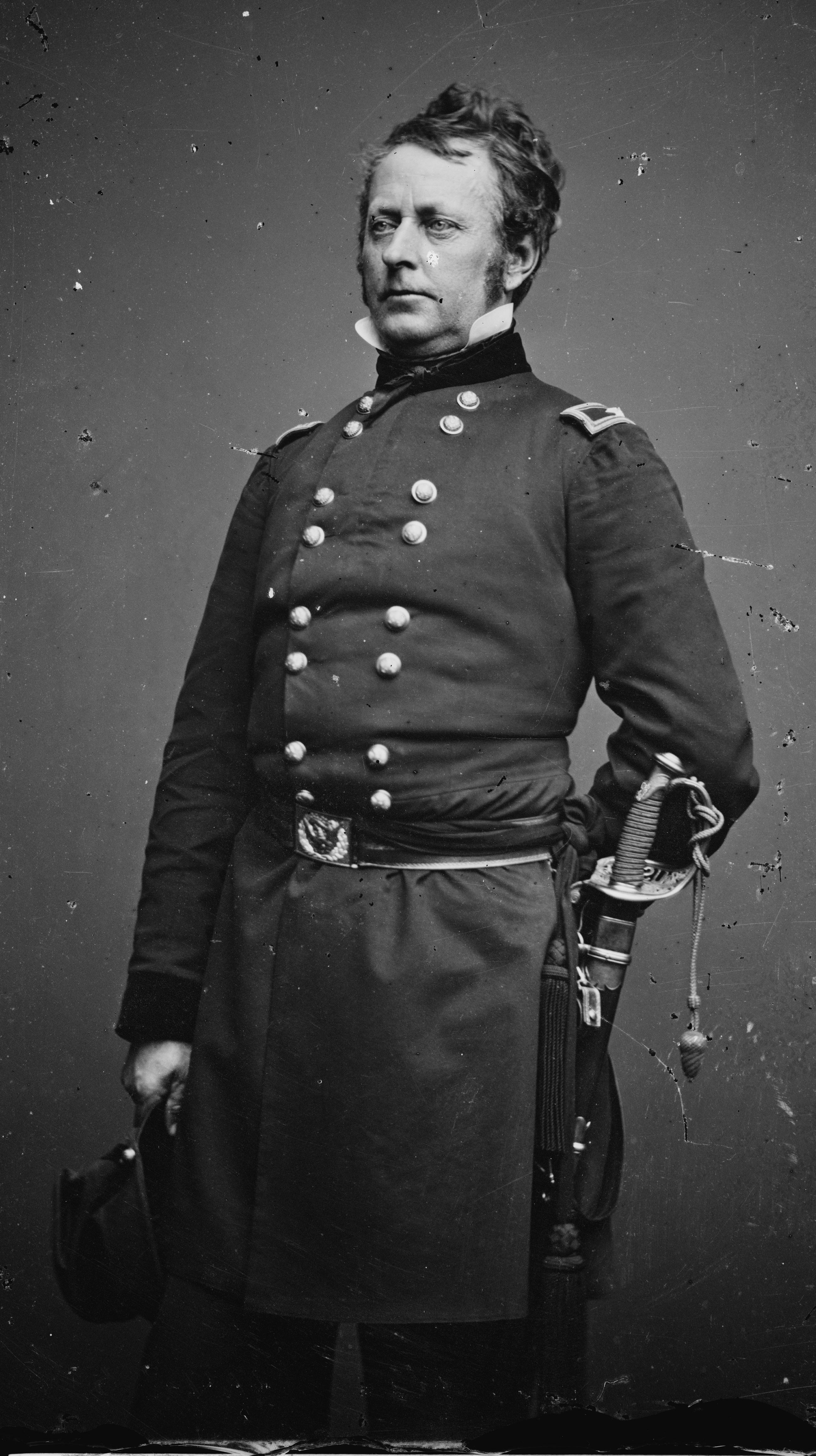
General Hooker, USA.

El 16 de septiembre, McClellan se enfrentó a Lee cerca de Sharpsburg, defendiendo una línea al oeste de Antietam Creek. En la madrugada del 17 de septiembre, comenzó la batalla de Antietam, con el cuerpo del general de división Joseph Hooker montando un poderoso ataque en el flanco izquierdo de Lee. Ataques y contraataques se extendieron por el maizal de Miller y los bosques cerca de la iglesia Dunker. Los ataques de la Unión contra Sunken Road ("Bloody Lane") finalmente perforaron el centro de la Confederación, pero la ventaja federal no fue aprovechada. En cada caso, los refuerzos confederados del flanco derecho impidieron un avance completo de la Unión y McClellan se negó a liberar a sus reservas para completar el avance.
Por la tarde, el cuerpo de Burnside cruzó un puente de piedra sobre el arroyo Antietam Creek y rodó por la derecha confederada. En un momento crucial, la división de A.P. Hill llegó de Harpers Ferry y contraatacó, haciendo retroceder a los hombres de Burnside y salvando al ejército de Lee de la destrucción. Aunque le superaban en número dos a uno, Lee se comprometió con toda su fuerza, mientras que McClellan envió menos de las tres cuartas partes de su ejército. Esto le permitió a Lee cambiar de brigada y concentrarse en cada asalto individual de la Unión. Con más de 23.000 víctimas, sigue siendo el día más sangriento de la historia de Estados Unidos. Lee ordenó al maltrecho Ejército del Norte de Virginia que se retirara a través del Potomac hacia el Valle de Shenandoah. A pesar de ser tácticamente inconclusa, la batalla de Antietam se considera una victoria estratégica para la Unión. La iniciativa estratégica de Lee de invadir Maryland fue derrotada. Pero lo que es más importante, el presidente Lincoln aprovechó esta oportunidad para anunciar su Proclamación de Emancipación, después de la cual la perspectiva de que las potencias europeas intervinieran en la guerra en nombre de la Confederación se vio significativamente disminuida.

## Fredericksburg y Chancellorsville (1862-63)
Artículos principales: Batalla de Fredericksburg y Batalla de Chancellorsville

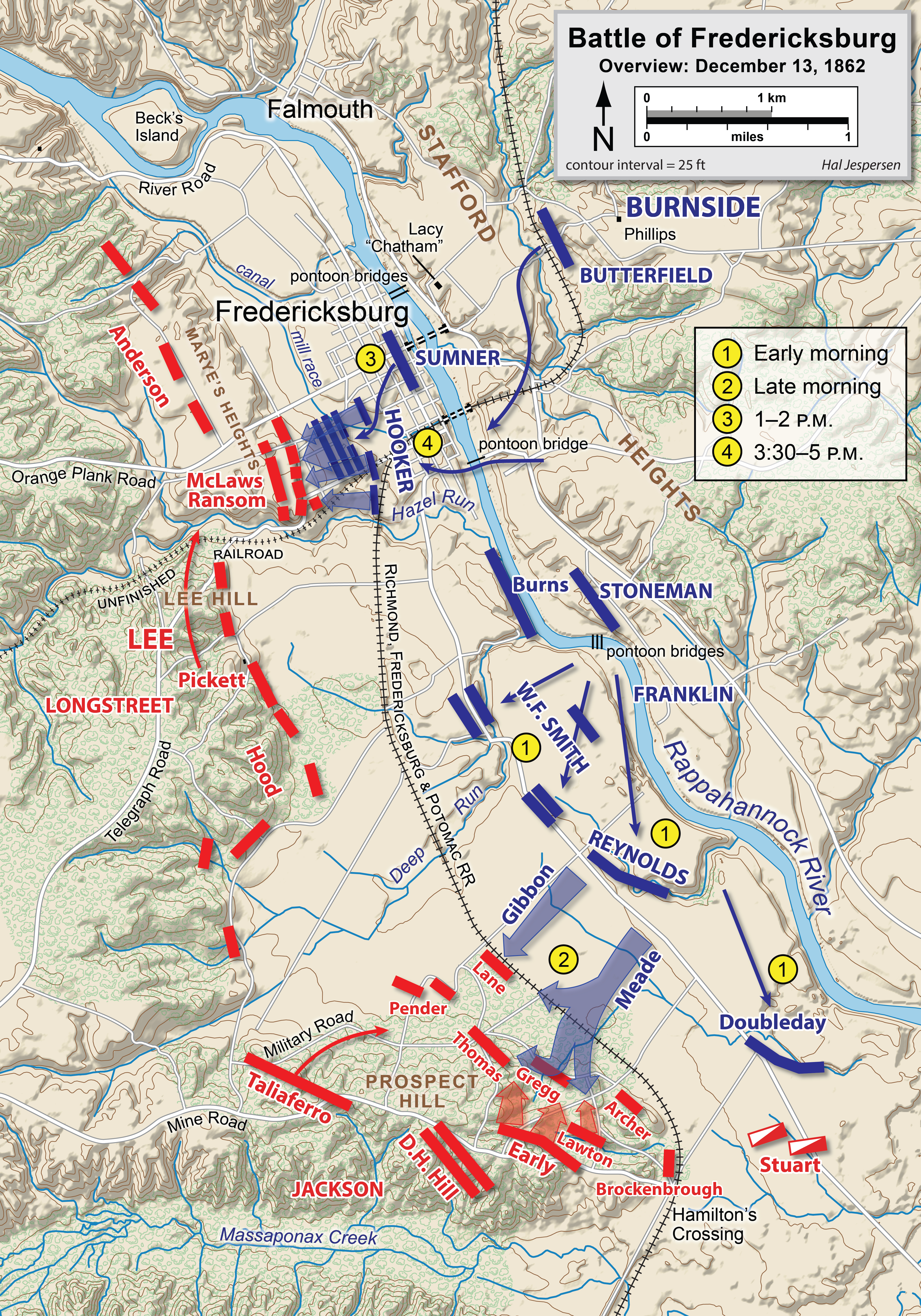
Fredericksburg, 13 de didicembre de 1862.

El 7 de noviembre de 1862, el presidente Lincoln relevó a McClellan del mando por no haber perseguido y derrotado al ejército en retirada de Lee de Sharpsburg. Ambrose Burnside, a pesar de su indiferente desempeño como comandante de cuerpo en Antietam, fue nombrado para comandar el Ejército del Potomac. Una vez más, Lincoln presionó a su general para que lanzara una ofensiva lo más rápido posible. Burnside se puso a la altura de la tarea y planeó atacar directamente hacia el sur, hacia Richmond. Esperaba flanquear a Robert E. Lee cruzando rápidamente el río Rappahannock en Fredericksburg y colocándose entre el ejército confederado y su capital. Dificultades administrativas impidieron que las barcas pontoneras llegaran a tiempo, y su ejército se vio obligado a esperar al otro lado del río desde Fredericksburg mientras Lee aprovechaba la oportunidad para fortificar una línea defensiva en las alturas detrás de la ciudad. En lugar de desistir o encontrar otra forma de avanzar, Burnside cruzó el río y el 13 de diciembre lanzó ataques frontales masivos contra Marye's Heights en el flanco izquierdo de Lee. Sus ataques fueron más exitosos a la derecha de Lee, rompiendo brevemente la línea de Jackson; pero debido a un malentendido continuó golpeando las alturas fortificadas con oleadas de ataques, creyendo que esto permitiría a las tropas opuestas a Jackson explotar su ventaja. El Ejército de la Unión perdió más de 12.000 hombres ese día; las bajas confederadas fueron de aproximadamente 4.500.
A pesar de la derrota y la consternación de Washington, Burnside aún no fue relevado del mando. Planeaba reanudar su ofensiva al norte de Fredericksburg, pero todo se arruinó en enero de 1863 en la humillante Marcha del Barro. Después de esto, un grupo de sus generales subordinados dejó claro al gobierno que Burnside era incapaz de dirigir el ejército. Uno de esos conspiradores fue el Mayor general Joseph Hooker, quien fue nombrado para comandar el Ejército del Potomac el 26 de enero de 1863. Hooker, que tenía un excelente historial como comandante de cuerpo en campañas anteriores, pasó el resto del invierno reorganizando y reabasteciendo a su ejército, prestando especial atención a los temas de salud y moral. Y siendo conocido por su naturaleza agresiva, planeó una compleja campaña de primavera contra Robert E. Lee.
| - Campaña de Chancellorsville - 1 de mayo de 1863. Hooker vacila. - 2 de mayo. Ataque de flanco de Jackson. - 3 de mayo. Ataques de Lee contra Chancellorsville. - 3 de mayo. Segunda batalla de Fredericksburg y Batalla de Salem Church. - 4–6 de mayo. Retiradas de la Unión. |

Ambos ejércitos permanecieron en sus posiciones antes de Fredericksburg. Hooker planeaba enviar su caballería, bajo el mando del general de división George Stoneman, a lo profundo de la retaguardia confederada para interrumpir las líneas de suministro. Mientras uno de los cuerpos se quedaba para fijar la atención de Lee en Fredericksburg, los otros tenían que escabullirse y hacer una marcha de flanqueo sigilosa que pondría al grueso del ejército de Hooker detrás de Lee, atrapándolo en una tenaza. Lee, que había enviado un cuerpo de su ejército bajo el mando del teniente general James Longstreet para buscar comida en el sur de Virginia, fue superado en número de 57.000 a 97.000.
El plan comenzó a ejecutarse bien, y el grueso del Ejército del Potomac cruzó el río Rapidan y estaba en posición el 1 de mayo. Sin embargo, después de un contacto inicial menor con el enemigo, Hooker comenzó a perder su confianza, y en lugar de golpear al Ejército de Virginia del Norte en su retaguardia como estaba planeado, se retiró a un perímetro defensivo alrededor de Chancellorsville. El 2 de mayo, Robert E. Lee ejecutó una de las maniobras más audaces de la guerra. Después de haber dividido ya su ejército para hacer frente a las dos alas del ataque de Hooker, se separó de nuevo, enviando a 20.000 hombres bajo Stonewall Jackson en una larga marcha de flanqueo para atacar el flanco derecho desprotegido de Hooker. Logrando una sorpresa casi completa, el cuerpo de Jackson derrotó al XI Cuerpo de la Unión, comandado por el mayor general Oliver O. Howard. Después de este éxito, Jackson fue herido de muerte por fuego amigo mientras exploraba frente a su ejército.
Mientras que Lee golpeó la línea de defensa de Chancellorsville con repetidos y costosos ataques el 3 de mayo, el VI Cuerpo de la Unión, bajo el mando del general de división John Sedgwick, finalmente logró lo que Ambrose Burnside no pudo, al atacar con éxito a las fuerzas reducidas en Marye's Heights en Fredericksburg. El cuerpo comenzó a moverse hacia el oeste, amenazando una vez más la retaguardia de Lee. Lee fue capaz de lidiar con ambas alas del Ejército del Potomac, manteniendo al confuso Hooker en una postura defensiva y enviando una división para lidiar con la aproximación tentativa de Sedgwick. Para el 7 de mayo, Hooker retiró todas sus fuerzas al norte del Rappahannock. Fue una victoria costosa para Lee, que perdió 13.000 hombres, o el 25% de su ejército; Hooker perdió 17.000, pero tuvo una tasa de bajas menor de la que Lee había tenido.

## Gettysburg y maniobras de otoño (1863)
En junio de 1863, Robert E. Lee decidió capitalizar su victoria en Chancellorsville repitiendo su estrategia de 1862 e invadiendo de nuevo el Norte. Lo hizo para reabastecer a su ejército, dar a los granjeros de Virginia un respiro de guerra, y amenazar la moral de los civiles del norte, posiblemente tomando una importante ciudad del norte, como Harrisburg, Pensilvania, o Baltimore, Maryland. El gobierno confederado aceptó esta estrategia a regañadientes porque Jefferson Davis estaba preocupado por el destino de Vicksburg, Misisipi, la fortaleza del río amenazada por la campaña de Ulysses S. Grant en Vicksburg. Tras la muerte de Jackson, Lee organizó el Ejército de Virginia del Norte en tres cuerpos, encabezados por los tenientes generales James Longstreet, Richard S. Ewell y A.P. Hill.
Lee comenzó a trasladar su ejército al noroeste desde Fredericksburg al valle de Shenandoah, donde las Montañas Blue Ridge protegieron sus movimientos hacia el norte. Joseph Hooker, todavía al mando del Ejército del Potomac, envió fuerzas de caballería para encontrar a Lee. El 9 de junio, el enfrentamiento en Brandy Station fue la batalla de caballería más grande de la guerra, pero terminó de manera inconclusa. Hooker comenzó a perseguir a todo su ejército; en las próximas semanas, Hooker discutiría con Lincoln y Halleck sobre el papel de la guarnición en Harpers Ferry. El 28 de junio, el presidente Lincoln perdió la paciencia con él y lo relevó del mando, reemplazándolo con el comandante del V Cuerpo, el general de división George G. Meade. Después de revisar las posiciones del cuerpo del ejército con Hooker, Meade ordenó que el ejército avanzara hacia el sur de Pensilvania en un amplio frente, con la intención de proteger a Washington y Baltimore y encontrar al ejército de Lee. También hizo planes para defender una línea detrás de Pipe Creek en el norte de Maryland en caso de que no pudiera encontrar un terreno adecuado en Pensilvania para librar una batalla a su favor.
Lee se sorprendió al descubrir que el ejército federal se movía tan rápido como lo hacía. Cuando cruzaron el Potomac y entraron en Frederick, Maryland, los confederados se extendieron a una distancia considerable en Pensilvania, con Richard Ewell cruzando el río Susquehanna desde Harrisburg y James Longstreet y A. P. Hill detrás de las montañas de Chambersburg. Su caballería, bajo la dirección de Jeb Stuart, participó en una amplia incursión en el flanco oriental del ejército de la Unión y estaba fuera de contacto con el cuartel general, lo que dejó a Lee ciego en cuanto a la posición y las intenciones de su enemigo. Lee se dio cuenta de que, al igual que en la Campaña de Maryland, tenía que concentrar su ejército antes de que pudiera ser derrotado en detalle. Ordenó a todas las unidades que se trasladaran a los alrededores de Gettysburg, Pensilvania.
| - Campaña de Gettysburg - Movimientos iniciales, 3 de julio; los movimientos de caballería se muestran con línea segmentada. - Batalla de Gettysburg, 1 de julio de 1863. - Batalla de Gettysburg, 2 de julio. - Batalla de Gettysburg, 3 de julio. - Retirada, 5 al 14 de julio. |

La batalla de Gettysburg se considera a menudo el punto de inflexión de la guerra. Meade derrotó a Lee en una batalla de tres días librada por 160.000 soldados, con 51.000 bajas. Comenzó como una reunión de compromiso en la mañana del 1 de julio, cuando brigadas de la división de Henry Heth se enfrentaron con la caballería de Buford, y luego con el Cuerpo I de John F. Reynolds. Al llegar el XI Cuerpo de la Unión, ellos y el I Cuerpo fueron aplastados por los cuerpos de Ewell y Hill que llegaban desde el norte y fueron forzados a regresar a través de la ciudad, tomando posiciones defensivas en terreno elevado al sur de la misma. El 2 de julio, Lee lanzó un par de ataques masivos contra los flancos izquierdo y derecho del ejército de Meade. En Little Round Top, Devil's Den, Wheatfield, Peach Orchard, East Cemetery Hill y Culp's Hill se libraron feroces batallas. Meade fue capaz de desplazar a sus defensores a lo largo de las líneas interiores, y ellos rechazaron los avances de la Confederación. El 3 de julio, Lee lanzó la Carga de Pickett contra el centro de la Unión, y casi tres divisiones fueron masacradas. Para entonces, Stuart ya había regresado, y luchó en un duelo de caballería inconcluso al este del campo de batalla principal, intentando entrar en el área de la retaguardia de la Unión. Los dos ejércitos permanecieron en posición el 4 de julio (el mismo día en que la Batalla de Vicksburg terminó en una asombrosa victoria de la Unión), y luego Lee ordenó una retirada a través del Potomac hacia Virginia.
La persecución de Meade a Lee fue tentativa y sin éxito. Recibió críticas considerables del presidente Lincoln y de otros, que creían que podría haber puesto fin a la guerra después de Gettysburg. En octubre, una parte del ejército de Meade fue destacada al teatro occidental; Lee vio esto como una oportunidad para derrotar al ejército de la Unión en detalle y amenazar a Washington para que no se pudieran enviar más fuerzas de la Unión al oeste. La Campaña de Bristoe resultante terminó con Lee retrocediendo de vuelta al río Rapidan, habiendo fracasado en sus intenciones. Meade fue presionado por Lincoln para hacer una última campaña ofensiva en el otoño de 1863, la Campaña de Mine Run. Sin embargo, Lee fue capaz de cortar el avance de Meade y construir obras de defensa; Meade consideró que las defensas confederadas eran demasiado fuertes para un ataque frontal y se retiró a sus cuarteles de invierno.

## Grant contra Lee (1864-65)
|                                         |
| Teniente General Ulysses S. Grant, USA. |

|                             |
| General Robert E. Lee, CSA. |

En marzo de 1864, Ulises S. Grant fue ascendido a teniente general y se le dio el mando de todos los ejércitos de la Unión. Diseñó una estrategia coordinada para presionar a la Confederación desde muchos puntos, algo que el presidente Lincoln había instado a sus generales a hacer desde el comienzo de la guerra. Grant puso al Mayor General William T. Sherman al mando inmediato de todas las fuerzas en el Oeste y trasladó su propio cuartel general al Ejército del Potomac (todavía comandado por George Meade) en Virginia, donde tenía la intención de maniobrar al ejército de Lee a una batalla decisiva; su objetivo secundario era capturar a Richmond, pero Grant sabía que esto último ocurriría automáticamente una vez que se lograra el primero. Su estrategia coordinada requirió que Grant y Meade atacaran a Lee desde el norte, mientras que Benjamin Butler condujo hacia Richmond desde el sureste; Franz Sigel para controlar el valle de Shenandoah; Sherman para invadir Georgia, derrotar a Joseph E. Johnston y capturar Atlanta; George Crook y William W. Averell para operar contra las líneas de suministro de ferrocarril en Virginia Occidental; y Nathaniel P. Banks para capturar Mobile, Alabama.
La mayoría de estas iniciativas fracasaron, a menudo debido a la asignación de generales a Grant por razones políticas más que militares. El Ejército del James de Butler se empantanó contra fuerzas inferiores bajo el P.G.T. Beauregard frente a Richmond en la Campaña de Bermuda Hundred. Sigel fue derrotado en la batalla de New Market en mayo y poco después fue reemplazado por David Hunter. Banks se distrajo con la Campaña de Red River y no se movió de Mobile. Sin embargo, Crook y Averell pudieron cortar la última vía férrea que unía Virginia y Tennessee, y la campaña de Sherman en Atlanta fue un éxito, aunque se prolongó durante el otoño.

### Campaña de Overland

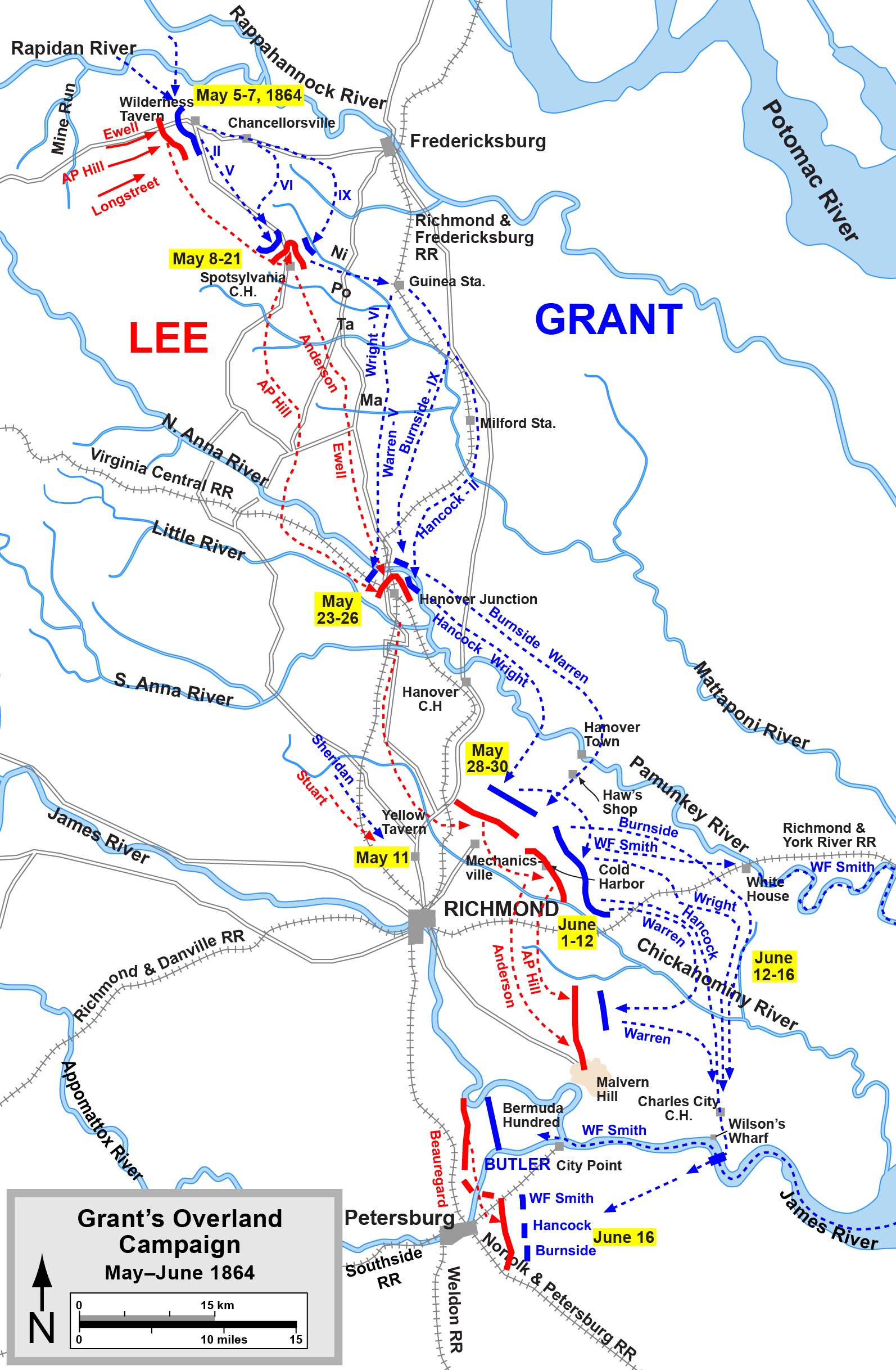
Campaña de Overland, desde la Espesura (Wilderness) hasta el cruce del río James.

A principios de mayo, el Ejército del Potomac cruzó el río Rapidan y entró en la zona conocida como el desierto de Spotsylvania. Allí, en densos bosques que anulaban las ventajas del ejército de la Unión en artillería, Robert E. Lee sorprendió a Grant y Meade con agresivos ataques. La batalla de dos días de duración no fue tácticamente concluyente, aunque fue muy perjudicial para ambos bandos. Sin embargo, a diferencia de sus predecesores, Grant no se retiró después de la batalla; envió a su ejército al sudeste e inició una campaña de maniobras que mantuvo a Lee a la defensiva a través de una serie de sangrientas batallas y se acercó a Richmond. Grant sabía que su ejército más grande y su base de mano de obra en el Norte podría sostener una guerra de desgaste mejor que Lee y la Confederación. Y aunque Grant sufrió grandes pérdidas -aproximadamente 55.000 bajas- durante la campaña, Lee perdió porcentajes aún mayores de sus hombres, pérdidas que no pudieron ser reemplazadas.
En la batalla de Spotsylvania Court House, Lee fue capaz de vencer a Grant en el cruce de caminos y establecer una fuerte posición defensiva. En una serie de ataques durante dos semanas, Grant martilló las líneas confederadas, centrándose principalmente en un saliente conocido como "Zapato de Mula". Un asalto masivo por parte del II Cuerpo de Winfield S. Hancock a la parte de "Bloody Angle" de esta línea el 12 de mayo prefiguró las tácticas revolucionarias empleadas contra las trincheras a finales de la Primera Guerra Mundial.
Interceptando el movimiento de Grant, Lee colocó sus fuerzas detrás del río North Anna en un saliente para obligar a Grant a dividir su ejército y atacarlo. En esa batalla Lee tuvo la oportunidad de derrotar a Grant, pero no pudo atacar de la manera necesaria para tender la trampa que había planeado, posiblemente debido a una enfermedad. Después de negarse a un asalto frontal a las posiciones de Lee por ser demasiado costoso e inicialmente aprobar un plan para moverse por el flanco izquierdo de Lee, Grant cambió de opinión y continuó moviéndose hacia el sureste.
El 31 de mayo, la caballería de la Unión se apoderó de la encrucijada vital de Old Cold Harbor, mientras que los confederados llegaron de Richmond y de las líneas de Totopotomoy Creek. A finales del 1 de junio, dos cuerpos de la Unión llegaron a Cold Harbor y atacaron las obras de la Confederación con cierto éxito. Para el 2 de junio, ambos ejércitos estaban en el campo, formando en un frente de siete millas (11 km). En la madrugada del 3 de junio, los Cuerpos II y XVIII, seguidos posteriormente por el IX Cuerpo, asaltaron la línea y fueron masacrados en todos los frentes de la batalla de Cold Harbor. Grant perdió a más de 12.000 hombres en una batalla de la que se arrepintió más que nadie y por la que ningún periódico del Norte dejó de referirse a él como un "carnicero".
En la noche del 12 de junio, Grant avanzó de nuevo por su flanco izquierdo, marchando hacia el río James. Pudo disfrazar sus intenciones a Lee, y su ejército cruzó el río por un puente de pontones que se extendía por más de 640 metros. Lo que Lee había temido más que nada -que Grant lo forzara a un asedio de la ciudad capital- estaba a punto de ocurrir.

### Petersburg

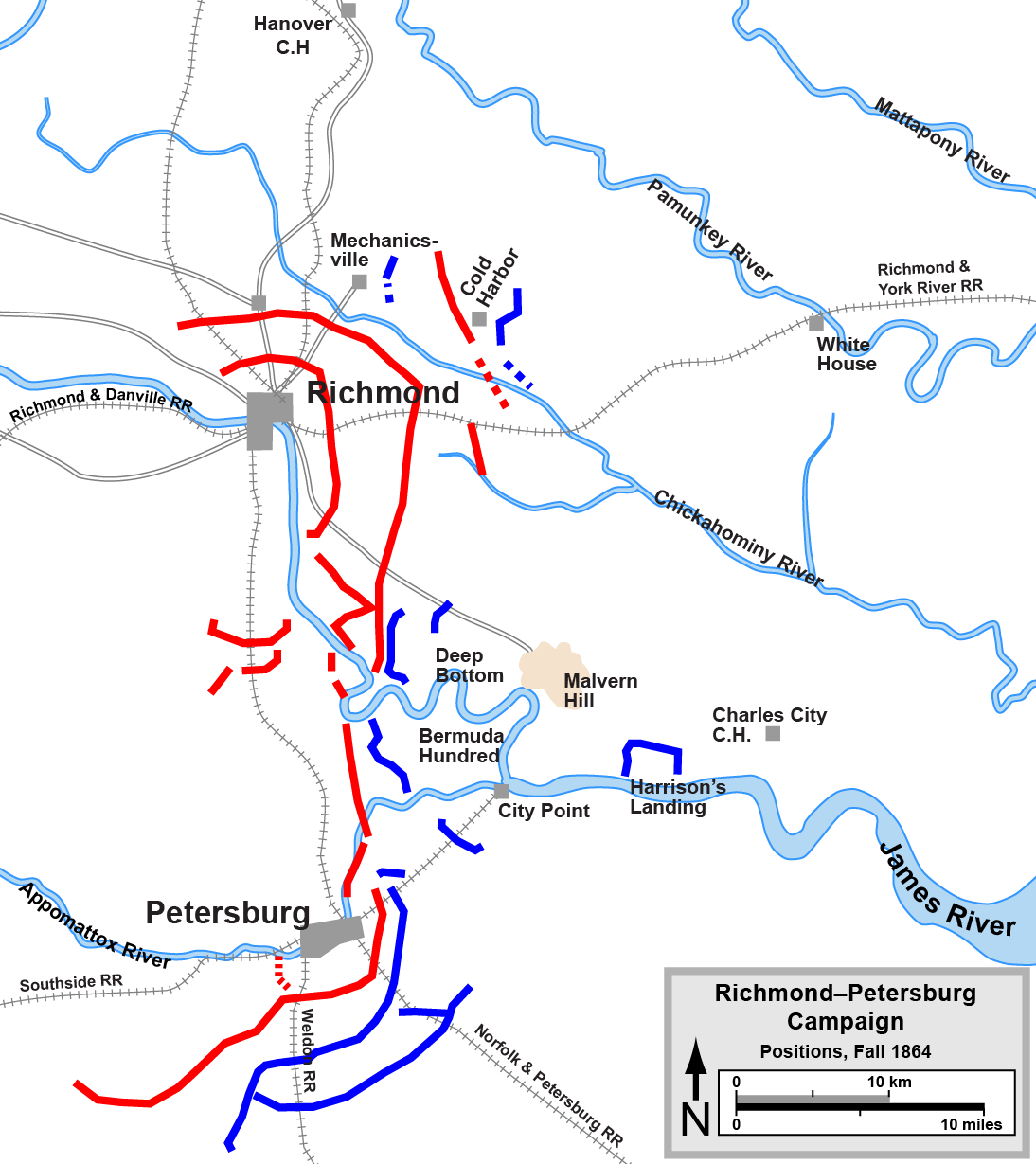
Teatro Richmond-Petersburg, otoño de 1864.

Grant había decidido, sin embargo, que había una manera más eficiente de llegar a Richmond y Lee. A pocos kilómetros al sur, la ciudad de Petersburg contenía enlaces ferroviarios cruciales que abastecían a la capital. Si el Ejército de la Unión pudiera apoderarse de él, Richmond sería capturado. Sin embargo, Benjamin Butler no había logrado capturarlo antes y los avances indecisos de los subordinados de Grant tampoco lograron romper las delgadas líneas defendidas por los hombres de P.G.T. Beauregard, lo que permitió que el ejército de Lee llegara y erigiera defensas. Ambos bandos se prepararon para un asedio.
En un intento de romper el asedio, las tropas de la Unión en el cuerpo de Ambrose Burnside minaron un túnel bajo la línea confederada. El 30 de julio detonaron los explosivos, creando un cráter de unos 41 metros de diámetro que sigue siendo visible hasta el día de hoy. Casi 350 soldados confederados murieron instantáneamente en la explosión. A pesar de la ingeniosidad del plan de la Unión, la larga y sangrienta batalla del Cráter, como llegó a llamarse, se vio empañada por una mala planificación táctica y fue una victoria confederada.
Durante el otoño y el invierno, ambos ejércitos construyeron una elaborada serie de trincheras, que con el tiempo se extendieron más de 50 km, mientras el Ejército de la Unión intentaba rodear el flanco derecho (occidental) de los confederados y destruir sus líneas de suministro. Aunque el público del Norte se desanimó por la aparente falta de progreso en Petersburg, el dramático éxito de Sherman en Atlanta ayudó a asegurar la reelección de Abraham Lincoln, lo que garantizó que la guerra llegara a su fin.

## Valle de Shenandoah (1864-65)
El Valle de Shenandoah era una región crucial para la Confederación: era una de las regiones agrícolas más importantes de Virginia y una de las principales rutas de invasión contra el Norte. Grant esperaba que un ejército del Departamento de Virginia Occidental bajo Franz Sigel pudiera tomar el control del Valle, moviéndose "hacia arriba del Valle" (al suroeste hacia las elevaciones más altas) con 10.000 hombres para destruir el centro ferroviario de Lynchburg. Sigel sufrió inmediatamente la derrota en la batalla de New Market el 15 de mayo y pronto fue reemplazado por David Hunter, quien ganó la batalla de Piedmont el 5 de junio. Hunter comenzó a quemar los recursos agrícolas de la Confederación, así como las casas de algunos prominentes secesionistas, lo que le valió el apodo de "Black Dave" de los confederados. En Lexington quemó el Instituto Militar de Virginia.
Robert E. Lee, ahora asediado en Petersburg, estaba preocupado por los avances de Hunter y envió al cuerpo de Jubal Early a barrer del valle a las fuerzas de la Unión y, de ser posible, a amenazar a Washington D. C., con la esperanza de obligar a Grant a diluir sus fuerzas alrededor de Petersburg. Early tuvo un buen comienzo, haciendo retroceder a las fuerzas de Hunter en la batalla de Lynchburg. Se desplazó por el valle sin oposición, rodeó  Harpers Ferry, cruzó el río Potomac y avanzó hacia Maryland. Grant envió un cuerpo bajo el mando del Mayor General Horatio G. Wright y otras tropas bajo el mando de George Crook para reforzar Washington y perseguir a Early.
En la batalla de Monocacy (9 de julio de 1864), Early derrotó a una fuerza más pequeña bajo Lew Wallace cerca de Frederick, Maryland, pero esta batalla retrasó su progreso lo suficiente como para dar tiempo a reforzar las defensas de Washington. Early atacó sin éxito un fuerte en el perímetro defensivo noroeste de Washington (Fort Stevens, 11-12 de julio) y se retiró a Virginia. Luchó con éxito una serie de batallas menores en el Valle hasta principios de agosto y evitó que el cuerpo de Wright regresara con Grant en Petersburgo. También quemó la ciudad de Chambersburg, Pensilvania, tomando represalias contra las acciones anteriores de Hunter en el Valle.
Grant sabía que Washington seguía siendo vulnerable si Early seguía a sus anchas. Encontró un nuevo comandante lo suficientemente agresivo como para derrotar a Early: El general de división Philip Sheridan, comandante de caballería del Ejército del Potomac, a quien se le dio el mando de todas las fuerzas de la zona, la división Militar Media, incluido el Ejército del Shenandoah. Sheridan comenzó lentamente, principalmente porque la inminente elección presidencial de 1864 exigía un enfoque cauteloso, evitando cualquier desastre que pudiera llevar a la derrota de Abraham Lincoln.
Sheridan comenzó a moverse agresivamente en septiembre. Derrotó a Early en  la Tercera Batalla de Winchester el 19 de septiembre y la Batalla de Fisher's Hill el 21 y 22 de septiembre. Con Early dañado y atrapado, el Valle estaba abierto a la Unión. Junto con la captura de Atlanta por Sherman y la victoria del almirante David Farragut en Mobile Bay, la reelección de Lincoln parecía estar asegurada. Sheridan retrocedió lentamente por el Valle y llevó a cabo una campaña de tierra quemada que presagiaba la Marcha de Sherman al mar en noviembre. El objetivo era negarle a la Confederación los medios para alimentar a sus ejércitos en Virginia, y el ejército de Sheridan quemó cosechas, graneros, molinos y fábricas.
La campaña concluyó efectivamente en la batalla de Cedar Creek (19 de octubre de 1864). En un brillante ataque sorpresa al amanecer, Early derrotó a dos tercios del ejército de la Unión, pero sus tropas estaban hambrientas y agotadas y muchos salieron de sus filas para saquear el campamento de la Unión; Sheridan consiguió reunir a sus tropas y derrotar a Early con decisión. A finales del otoño, Sheridan envió su infantería para ayudar a Grant en Petersburg, y su caballería llegó la primavera siguiente. La mayoría de los hombres del cuerpo de Early se reunieron con Lee en Petersburg en diciembre, mientras que Early permaneció al mando de una fuerza esquelética hasta que fue relevado del mando en marzo de 1865 tras su derrota en la batalla de Waynesboro, Virginia.

## Appomattox (1865)

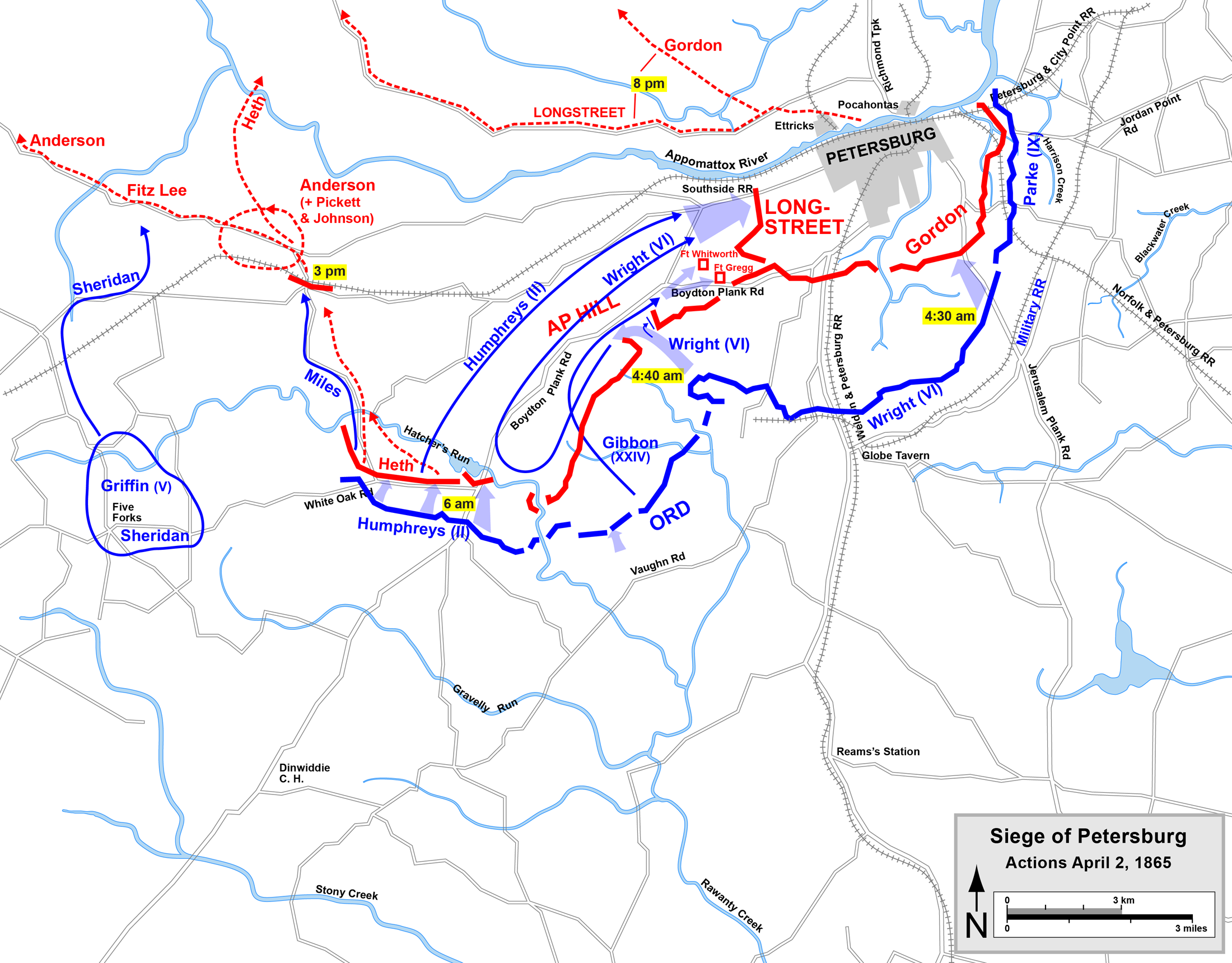
Asaltos finales de Grant en Petersburg e inicio de la retirada de Lee.

En enero de 1865, Robert E. Lee se convirtió en el general en jefe de todos los ejércitos confederados, pero este movimiento llegó demasiado tarde para ayudar a la causa del Sur. Mientras el asedio de Petersburg continuaba, Grant intentó romper o rodear a las fuerzas confederadas en múltiples ataques que se movían de este a oeste; gradualmente, cortó todas las líneas de suministro confederado excepto el Ferrocarril Richmond & Danville que entraba a Richmond y el Ferrocarril del Lado Sur que abastecía a Petersburg. En marzo, el asedio había cobrado un enorme tributo a ambos ejércitos, y Lee decidió retirarse de Petersburg. El general de división John B. Gordon ideó entonces un plan para que el ejército atacara el Fuerte Stedman en el extremo oriental de las líneas de la Unión, obligando a sus fuerzas a acortar sus líneas. Aunque inicialmente fue un éxito, su cuerpo fue forzado a retroceder por un contraataque de la Unión.
Sheridan regresó del Valle y se le asignó la tarea de flanquear al ejército confederado, lo que obligó a Lee a enviar fuerzas bajo el mando del general George Pickett y el general Fitzhugh Lee para defender el flanco. Grant luego desplegó caballería y dos cuerpos de infantería bajo Sheridan para cortar las fuerzas de Pickett. Pickett y Fitzhugh Lee atacaron primero el 31 de marzo en Dinwiddie Court House, y lograron hacer retroceder a las fuerzas de la Unión, pero no consiguieron una ventaja decisiva. Esa noche retiraron sus fuerzas a Five Forks. El 1 de abril, Sheridan lanzó otro ataque, flanqueando a las fuerzas de Pickett y destruyendo el ala izquierda de la Confederación, capturando a más de dos mil confederados. Esta victoria significó que Sheridan pudo capturar el South Side Railroad al día siguiente.
Después de la victoria en Five Forks, Grant ordenó un asalto a lo largo de toda la línea confederada el 2 de abril, llamado la Tercera batalla de Petersburg, lo que resultó en grandes avances. Durante la lucha, murió el general  A.P. Hill. Durante el día y en la noche, Lee retiró sus fuerzas de Petersburg y Richmond y se dirigió al oeste a Danville, el destino del gobierno confederado que huye, y luego al sur para reunirse con el general Joseph E. Johnston en Carolina del Norte. La ciudad capital de Richmond se rindió en la mañana del 3 de abril.
La campaña se convirtió en una carrera entre Lee y Sheridan, con Lee intentando obtener suministros para su retirada y Sheridan intentando cortarle el paso, con la infantería de la Unión muy cerca. En Sayler's Creek, el 6 de abril, casi una cuarta parte del ejército confederado (unos 8.000 hombres, la mayoría de los cuales son dos cuerpos) fue cortada y obligada a rendirse; muchos de los trenes de suministros confederados, que cruzaban el arroyo hacia el norte, también fueron capturados. Aunque Grant le escribió sugiriendo que la rendición era el último curso de acción que le quedaba, Lee todavía intentaba superar a las fuerzas de la Unión. En el ataque final de Lee en Appomattox en la mañana del 9 de abril, el cuerpo agotado de John B. Gordon intentó romper las líneas de la Unión y alcanzar los suministros en Lynchburg. Hicieron retroceder brevemente a la caballería de Sheridan, pero se encontraron con el  V Cuerpo de la Unión en su totalidad. Rodeado por tres bandos, Lee se vio obligado a entregar su ejército a Grant en el tribunal de Appomattox ese día, y la ceremonia formal de entrega tuvo lugar dos días después.
Tuvieron lugar más batallas menores y rendición de los ejércitos confederados, pero la rendición de Lee el 9 de abril de 1865 marcó el final efectivo de la Guerra Civil. Lee, rechazando los consejos de parte de su personal, quería asegurarse de que su ejército no se diluyera en el campo para continuar la guerra como guerrilleros, ayudando a sanar las divisiones del país.

## Principales batallas terrestres
Las batallas terrestres más costosas en el teatro oriental, medidas por las bajas (muertos, heridos, capturados y desaparecidos), fueron:
| Batalla                             | Estado      | Fecha                            |         |        | Unión               | Confederación      |        |        | Total  |
| Batalla                             | Estado      | Fecha                            | Fuerza  | Fuerza | Comandante          | Comandante         | Bajas  | Bajas  | Bajas  |
| ----------------------------------- | ----------- | -------------------------------- | ------- | ------ | ------------------- | ------------------ | ------ | ------ | ------ |
| Batalla de Gettysburg               | Pensilvania | 1–3 de julio de 1863             | 104,000 | 75,000 | George G. Meade     | Robert E. Lee      | 23,055 | 23,231 | 46,286 |
| Batalla de Spotsylvania Court House | Virginia    | 8–21 de mayo de 1864             | 100,000 | 52,000 | Ulysses S. Grant    | Robert E. Lee      | 18,399 | 13,421 | 31,820 |
| Batalla de Chancellorsville         | Virginia    | 1–4 de mayo de 1863              | 133,708 | 60,892 | Joseph Hooker       | Robert E. Lee      | 17,197 | 13,303 | 30,500 |
| Batalla de Wilderness               | Virginia    | 5–7 de mayo de 1864              | 124,232 | 61,025 | Ulysses S. Grant    | Robert E. Lee      | 17,666 | 11,125 | 28,791 |
| Batalla de Appomattox Court House   | Virginia    | 9 de abril de 1865               | 100,000 | 28,000 | Ulysses S. Grant    | Robert E. Lee      | 164    | 28,305 | 28,469 |
| Batalla de Antietam                 | Maryland    | 17 de septiembre de 1862         | 75,500  | 38,000 | George B. McClellan | Robert E. Lee      | 12,401 | 10,316 | 22,717 |
| Batalla de Bull Run                 | Virginia    | 28–30 de agosto de 1862          | 62,000  | 50,000 | John Pope           | Robert E. Lee      | 10,000 | 8,300  | 18,300 |
| Batalla de Fredericksburg           | Virginia    | 11–15 de diciembre de 1862       | 114,000 | 72,500 | Ambrose E. Burnside | Robert E. Lee      | 12,653 | 5,377  | 18,030 |
| Batalla de Cold Harbor              | Virginia    | 31 de mayo – 12 de junio de 1864 | 108,000 | 59,000 | Ulysses S. Grant    | Robert E. Lee      | 12,737 | 4,595  | 17,332 |
| 2nd Batalla de Petersburg           | Virginia    | 15–18 de junio de 1864           | 62,000  | 38,000 | Ulysses S. Grant    | Robert E. Lee      | 11,386 | 4,000  | 15,386 |
| Batalla de Gaines's Mill            | Virginia    | 27 de junio de 1862              | 34,214  | 57,018 | George B. McClellan | Robert E. Lee      | 6,837  | 7,993  | 14,830 |
| Batalla de Seven Pines              | Virginia    | 31 de mayo y 1 de junio de 1862  | 34,000  | 39,000 | George B. McClellan | Joseph E. Johnston | 5,031  | 6,134  | 11,165 |
| Batalla de Sailor's Creek           | Virginia    | 6 de abril de 1865               | 26,000  | 18,500 | Ulysses S. Grant    | Robert E. Lee      | 1,148  | 7,700  | 8,848  |
| Batalla de Cedar Creek              | Virginia    | 19 de octubre de 1864            | 31,610  | 21,102 | Philip H. Sheridan  | Jubal A. Early     | 5,764  | 2,910  | 8,674  |
| Batalla de Opequon                  | Virginia    | 19 de septiembre de 1864         | 40,000  | 12,000 | Philip H. Sheridan  | Jubal A. Early     | 5,020  | 3,610  | 8,630  |
| Batalla de Malvern Hill             | Virginia    | 1 de julio de 1862               | 54,000  | 55,000 | George B. McClellan | Robert E. Lee      | 2,100  | 5,650  | 7,750  |
| 3rd Batalla de Petersburg           | Virginia    | 2 de abril de 1865               | 76,113  | 58,400 | Ulysses S. Grant    | Robert E. Lee      | 3,500  | 4,250  | 7,750  |